# Giải bóng chuyền vô địch quốc gia Việt Nam
Giải bóng chuyền vô địch quốc gia Việt Nam là giải thi đấu bóng chuyền cao nhất trong hệ thống bóng chuyền Việt Nam. Giải được điều hành bởi Liên đoàn bóng chuyền Việt Nam, phát triển lên chuyên nghiệp từ Giải vô địch bóng chuyền các đội mạnh toàn quốc. Khởi đầu từ năm 2004 đến hết năm 2024 đã có 21 mùa giải được tổ chức.  Hai đội Nam Biên Phòng và Nữ VTV Bình Điền Long An đang là đương kim vô địch của giải khi giành chiến thắng trong trận chung kết năm 2024.

## Thể thức thi đấu
Từ năm 2004 đến năm 2014, mỗi mùa giải có 12 câu lạc bộ bóng chuyền nam và 12 câu lạc bộ bóng chuyền nữ tham dự và tạo ra 2 bảng nam và 2 bảng nữ mỗi bảng 6 đội. Giai đoạn 2015-2017 có bảng chỉ có 5 đội. Kết quả bốc thăm chia bảng giữ nguyên cho cả hai giai đoạn thi đấu. Ở giai đoạn 1, các đội trong bảng sẽ thi đấu vòng tròn 1 lượt tính điểm, các đội ở tốp đầu sẽ lọt vào vòng chung kết để tranh chức vô địch lượt đi (Cúp Hoa Lư, Cúp Hùng Vương). Vòng chung kết này không tính điểm cho giai đoạn sau. Vòng thi đấu lượt về cũng thi đấu vòng tròn 1 lượt, cách tính điểm có gộp với giai đoạn lượt đi. Các đội đạt thành tích cao sẽ vào vòng tranh cúp vô địch còn các đội nằm ở tốp cuối mỗi bảng sẽ thi đấu vòng chung kết ngược để chọn 2 đội xuống hạng. Chung kết ngược nam và nữ đều có 4 đội tham gia, 2 đội phải xuống hạng.
Từ năm 2015 trở đi cách tính điểm và xếp hạng có thay đổi khi đội thua vẫn có thể  được điểm: Trận thắng với tỷ số (3-0 hoặc 3-1): đội thắng được 3 điểm, đội thua được 0 điểm. Trận thắng với tỷ số (3-2): đội thắng được 2 điểm, đội thua được 1 điểm. Bỏ cuộc: 0 điểm. Xếp hạng: Đội có nhiều trận thắng nhất xếp trên. Nếu hai hay nhiều đội có tổng số trận thắng bằng nhau thì Đội nào có tổng số điểm nhiều hơn thì xếp trên. Trong trường hợp hai hay nhiều đội có tổng số điểm bằng nhau thì đội nào có tỷ số "tổng hiệp thắng/tổng hiệp thua" lớn hơn đội đó xếp trên. Nếu tỷ số "tổng hiệp thắng/tổng hiệp thua" vẫn bằng nhau thì đội nào có "tổng quả thắng/tổng quả thua" lớn hơn sẽ xếp trên. Nếu tỷ số "tổng quả thắng/tổng quả thua" vẫn bằng nhau thì đội nào thắng trong trận đấu giữa 02 đội ở vòng II xếp trên.
Từ mùa giải 2018, số lượng đội bóng tham dự mỗi mùa giải rút xuống còn 10 đội ở mỗi nội dung. Từ mùa giải 2019 trở đi, Sau khi vòng I khép lại, các đội xếp ở vị trí 1, 3 và 5 của bảng A và B sẽ lần lượt nhóm lại với các đội xếp hạng 2 và 4 ở bảng B và A để tạo thành bảng C và D. Các đội sẽ tiếp tục thi đấu vòng tròn một lượt tính điểm, sau đó cộng tổng thành tích ở hai vòng bảng để tìm ra những cái tên lọt vào vòng chung kết. Tại vòng chung kết và xếp hạng, các đội nhất, nhì của bảng C, D (nam, nữ) thi đấu bán kết (nhất C gặp nhì D và nhất D gặp nhì C). Hai đội thắng bán kết tranh nhất nhì, hai đội thua ở bán kết tranh hạng ba. Các đội xếp hạng 3 của hai bảng C, D thi đấu xếp hạng 5, 6. Các đội thứ 4, 5 của hai bảng C, D đấu chéo chia hạng 7, 8, 9 và 10.
Ở mùa giải 2021, theo điều lệ ban đầu thì sau khi các đội bóng chuyền hoàn thành 2 vòng đấu, kết quả thi đấu được tổng hợp và xếp hạng từ 1-10 (theo các nội dung nam, nữ). Bước vào bán kết sẽ là hai cặp đấu 1 vs 4 và 2 vs 3 tính theo bảng xếp hạng. Vòng đấu tranh vé trụ hạng sẽ là hai cặp đấu 7 vs 10 và 8 vs 9. Hai đội thua bước vào trận chung kết ngược để tìm ra đội bóng phải xuống chơi tại giải hạng A mùa giải sau. Tuy nhiên, đến khi bước vào giai đoạn 2 thì hai đội bóng Long An bỏ cuộc do dịch Covid nên điều lệ giải lại quay lại giống năm 2020.
Mùa giải 2022 có sự thay đổi khi có thêm vòng tứ kết thay vì chỉ chỉ có 2 đội nhất nhì bảng đấu chéo ở bán kết, tức sau khi thi đấu hai giai đoạn vòng bảng, 8 đội gồm các đội xếp hạng từ 1-4 ở 2 bảng đấu sẽ vào vòng tứ kết thi đấu loại trực tiếp theo cặp 1A-4B, 2A-3B, 3A-2B, 4A-1B để chọn 4 đội vào bán kết.
Mùa giải 2024 có sự thay đổi lớn khi lần đầu tiên tất cả các đội thi đấu vòng tròn 1 lượt tính điểm, sau đó tiếp tục thi đấu vòng chung kết - xếp hạng để xác định đội vô địch cũng như 2 đội xuống hạng.
Kể từ mùa giải 2025, số lượng đội bóng tham dự mỗi mùa giải rút xuống còn 8 đội ở mỗi nội dung. Tất cả các đội thi đấu vòng tròn 1 lượt tính điểm, sau đó tiếp tục thi đấu vòng chung kết - xếp hạng để xác định đội vô địch cũng như đội xuống hạng.

## Danh sách các đội đoạt huy chương

### Giải Nam
| Mùa giải | Đội Vô địch            | Đội Á quân         | Đội hạng ba             | Đội hạng tư            | Vô địch lượt đi        |
| -------- | ---------------------- | ------------------ | ----------------------- | ---------------------- | ---------------------- |
| 2025     |                        |                    |                         |                        | Biên Phòng MB          |
| 2024     | Biên Phòng             | Sanest Khánh Hòa   | Thể Công Tân Cảng       | LP Bank Ninh Bình      | Không tổ chức          |
| 2023     | Sanest Khánh Hòa       | Biên Phòng         | Thể Công Tân Cảng       | Hà Tĩnh                | Biên Phòng             |
| 2022     | Tràng An Ninh Bình     | Sanest Khánh Hòa   | Hà Nội                  | VLXD Bình Dương        | Không tổ chức          |
| 2021     | Tràng An Ninh Bình     | Thể Công           | Sanest Khánh Hòa        | Hà Tĩnh                | Sanest Khánh Hòa       |
| 2020     | Sanest Khánh Hòa       | TP. Hồ Chí Minh    | Tràng An Ninh Bình      | Biên Phòng             | Không có, do COVID-19  |
| 2019     | TP. Hồ Chí Minh        | Sanest Khánh Hòa   | Tràng An Ninh Bình      | VLXD Bình Dương        | Sanest Khánh Hòa       |
| 2018     | TP. Hồ Chí Minh        | Thể Công           | Tràng An Ninh Bình      | Biên Phòng             | Tràng An Ninh Bình     |
| 2017     | Sanest Khánh Hòa       | Thể Công           | Tràng An Ninh Bình      | Quân đoàn 4            | Sanest Khánh Hòa       |
| 2016     | Thể Công               | Sanest Khánh Hòa   | Biên Phòng              | Maseco TP. Hồ Chí Minh | Sanest Khánh Hòa       |
| 2015     | Maseco TP. Hồ Chí Minh | Sanest Khánh Hòa   | XSKT Vĩnh Long          | Quân đoàn 4            | Maseco TP. Hồ Chí Minh |
| 2014     | Thể Công               | Đức Long Gia Lai   | Sanest Khánh Hòa        | Biên Phòng             | Không tổ chức          |
| 2013     | Đức Long Gia Lai       | Thể Công           | Maseco TP. Hồ Chí Minh  | Tràng An Ninh Bình     | Tràng An Ninh Bình     |
| 2012     | Tràng An Ninh Bình     | Đức Long Gia Lai   | Thể Công                | Sanest Khánh Hòa       | Tràng An Ninh Bình     |
| 2011     | SacomBank Biên Phòng   | Sanest Khánh Hòa   | Thể Công                | Long An                | Long An                |
| 2010     | Tràng An Ninh Bình     | Hoàng Long Long An | SacomBank Biên Phòng    | Thể Công               | Hoàng Long Long An     |
| 2009     | Sao Vàng Biên Phòng    | Tràng An Ninh Bình | Hoàng Long Long An      | Thể Công               | Tràng An Ninh Bình     |
| 2008     | Sanest Khánh Hòa       | Thể Công           | Hoàng Long Long An      | Quân đoàn 4            | Hoàng Long Long An     |
| 2007     | Thể Công               | Hoàng Long Long An | Tràng An Ninh Bình      | Bến Tre                | Thể Công               |
| 2006     | Tràng An Ninh Bình     | Thể Công           | Quân đoàn 4             | Dệt Thành Công         | Thể Công               |
| 2005     | Thể Công               | Bưu điện Hà Nội    | Quân đoàn 4             | Tràng An Ninh Bình     | Thể Công               |
| 2004     | Bưu điện Hà Nội        | Thể Công           | Công an TP. Hồ Chí Minh | Bưu điện Trà Vinh      | Thể Công               |

### Giải Nữ
| Mùa giải | Đội Vô địch                     | Đội Á quân                      | Đội hạng ba           | Đội hạng tư                 | Vô địch lượt đi                 |
| -------- | ------------------------------- | ------------------------------- | --------------------- | --------------------------- | ------------------------------- |
| 2025     |                                 |                                 |                       |                             | LP Bank Ninh Bình               |
| 2024     | VTV Bình Điền Long An           | HCĐG Lào Cai                    | LP Bank Ninh Bình     | XMLS Thanh Hóa              | Không tổ chức                   |
| 2023     | Ninh Bình LP Bank               | HCĐG Tia Sáng                   | VTV Bình Điền Long An | Binh chủng Thông tin - TTBP | HCĐG Tia Sáng                   |
| 2022     | Geleximco Thái Bình             | HCĐG Hà Nội                     | VTV Bình Điền Long An | Ninh Bình Doveco            | Không tổ chức                   |
| 2021     | Bộ Tư lệnh Thông tin - FLC      | HCĐG Hà Nội                     | Than Quảng Ninh       | Ninh Bình Doveco            | VTV Bình Điền Long An           |
| 2020     | Thông tin LVPB                  | HCĐG Hà Nội                     | Kinh Bắc Bắc Ninh     | Ngân hàng Công Thương       | Không có, do COVID-19           |
| 2019     | Thông tin LVPB                  | Ngân hàng Công Thương           | Kinh Bắc Bắc Ninh     | VTV Bình Điền Long An       | VTV Bình Điền Long An           |
| 2018     | VTV Bình Điền Long An           | Thông tin LVPB                  | Ngân hàng Công Thương | Tiến Nông Thanh Hóa         | VTV Bình Điền Long An           |
| 2017     | VTV Bình Điền Long An           | Thông tin LVPB                  | Ngân hàng Công Thương | PVD Thái Bình               | Ngân hàng Công Thương           |
| 2016     | Ngân hàng Công Thương           | Thông tin LVPB                  | VTV Bình Điền Long An | Tiến Nông Thanh Hóa         | Ngân hàng Công Thương           |
| 2015     | Thông tin LVPB                  | Ngân hàng Công Thương           | VTV Bình Điền Long An | Tiến Nông Thanh Hóa         | VTV Bình Điền Long An           |
| 2014     | Thông tin LVPB                  | VTV Bình Điền Long An           | Ngân hàng Công Thương | Tiến Nông Thanh Hóa         | Không tổ chức                   |
| 2013     | Thông tin LVPB                  | Ngân hàng Công Thương           | Vietsovpetro          | Tiến Nông Thanh Hóa         | Thông tin LVPB                  |
| 2012     | Thông tin LVPB                  | Ngân hàng Công Thương           | VTV Bình Điền Long An | PVD Thái Bình               | Ngân hàng Công Thương           |
| 2011     | VTV Bình Điền Long An           | Thông tin LVPB                  | Ngân hàng Công Thương | PV Oil Thái Bình            | Thông tin LVPB                  |
| 2010     | Thông tin Liên Việt Bank        | Vietsovpetro                    | VTV Bình Điền Long An | PV Oil Thái Bình            | Truyền hình Vĩnh Long           |
| 2009     | VTV Bình Điền Long An           | Bộ Tư lệnh Thông tin Trust Bank | PV Oil Thái Bình      | Vietsovpetro                | Bộ Tư lệnh Thông tin Trust Bank |
| 2008     | Bộ Tư lệnh Thông tin Trust Bank | Vital Petechim Thái Bình        | VTV Bình Điền Long An | Ngân hàng Công Thương       | VTV Bình Điền Long An           |
| 2007     | Vital Petechim Thái Bình        | VTV Bình Điền Long An           | Ngân hàng Công Thương | Giấy Bãi Bằng               | Vital Petechim Thái Bình        |
| 2006     | Bộ Tư lệnh Thông tin            | Vital Thái Bình                 | Ngân hàng Công Thương | VTV Bình Điền Long An       | Ngân hàng Công Thương           |
| 2005     | Bộ Tư lệnh Thông tin            | Tuần Châu Quảng Ninh            | Vital Thái Bình       | VTV Bình Điền Long An       | VTV Bình Điền Long An           |
| 2004     | Bộ Tư lệnh Thông tin            | Vital Thái Bình                 | Bưu điện Hà Nội       | Giấy Bãi Bằng               | Bộ Tư lệnh Thông tin            |

## Những mùa giải thi đấu
Qui ước kí hiệu tên của những CLB bóng chuyền: Chữ đậm chính là CLB Bóng chuyền đã vô địch trong năm đấy, chữ in nghiêng chính là tân binh mới thăng hạng trong năm đấy và chữ gạch chính là CLB Bóng chuyền đã bị xuống hạng trong năm đấy.

### Mùa giải 2025
Giải bóng chuyền VĐQG 2025 có 16 đội tham dự (gồm 14 đội thi đấu ở giải VĐQG 2024 và 2 đội thăng hạng từ giải bóng chuyền hạng A năm 2024).
8 đội nam: Biên Phòng MB, Sanest Khánh Hòa, Thể Công Tân Cảng, LP Bank Ninh Bình, Đà Nẵng, Lavie Long An, Hà Nội, Công an TP. Hồ Chí Minh.
8 đội nữ: VTV Bình Điền Long An, HCĐG Lào Cai, LP Bank Ninh Bình, XMLS Thanh Hóa, BC Thông tin - TCT Đông Bắc, Ngân hàng Công Thương, Geleximco Thái Bình, TP. Hồ Chí Minh.
Kết quả xếp hạng thi đấu vòng tròn 8 đội Nam (tính đến hết giai đoạn 1)
|      |                         | Trận đấu | Trận đấu | Điểm | Set | Set | Set   | Điểm | Điểm | Điểm  |
| Hạng | Đội                     | T        | B        | Điểm | T   | B   | Tỉ lệ | T    | B    | Tỉ lệ |
| ---- | ----------------------- | -------- | -------- | ---- | --- | --- | ----- | ---- | ---- | ----- |
| 1    | Công an TP. Hồ Chí Minh | 5        | 0        | 14   | 15  | 2   | 7.500 | 402  | 353  | 1.139 |
| 2    | Biên Phòng MB           | 5        | 0        | 14   | 15  | 3   | 5.000 | 454  | 380  | 1.195 |
| 3    | Thể Công Tân Cảng       | 3        | 2        | 9    | 11  | 9   | 1.222 | 456  | 424  | 1.075 |
| 4    | Đà Nẵng                 | 2        | 3        | 7    | 9   | 11  | 0.818 | 432  | 459  | 0.941 |
| 5    | Sanest Khánh Hòa        | 2        | 3        | 6    | 8   | 9   | 0.889 | 390  | 396  | 0.985 |
| 6    | LP Bank Ninh Bình       | 2        | 3        | 6    | 7   | 10  | 0.700 | 383  | 386  | 0.992 |
| 7    | Lavie Long An           | 1        | 4        | 4    | 6   | 13  | 0.462 | 397  | 448  | 0.886 |
| 8    | Hà Nội                  | 0        | 5        | 0    | 1   | 15  | 0.067 | 334  | 402  | 0.831 |

Kết quả xếp hạng thi đấu vòng tròn 8 đội Nữ (tính đến hết giai đoạn 1)
|      |                             | Trận đấu | Trận đấu | Điểm | Set | Set | Set   | Điểm | Điểm | Điểm  |
| Hạng | Đội                         | T        | B        | Điểm | T   | B   | Tỉ lệ | T    | B    | Tỉ lệ |
| ---- | --------------------------- | -------- | -------- | ---- | --- | --- | ----- | ---- | ---- | ----- |
| 1    | LP Bank Ninh Bình           | 5        | 0        | 14   | 15  | 4   | 3.750 | 452  | 369  | 1.225 |
| 2    | VTV Bình Điền Long An       | 4        | 1        | 12   | 13  | 5   | 2.600 | 428  | 388  | 1.103 |
| 3    | BC Thông tin - TCT Đông Bắc | 3        | 2        | 9    | 11  | 6   | 1.833 | 386  | 362  | 1.066 |
| 4    | Ngân hàng Công Thương       | 3        | 2        | 9    | 11  | 8   | 1.375 | 438  | 409  | 1.071 |
| 5    | HCĐG Lào Cai                | 2        | 3        | 5    | 7   | 11  | 0.636 | 378  | 408  | 0.926 |
| 6    | XMLS Thanh Hóa              | 2        | 3        | 5    | 6   | 11  | 0.545 | 345  | 381  | 0.906 |
| 7    | Geleximco Thái Bình         | 1        | 4        | 6    | 9   | 12  | 0.750 | 447  | 460  | 0.972 |
| 8    | TP. Hồ Chí Minh             | 0        | 5        | 0    | 0   | 15  | 0.000 | 278  | 375  | 0.741 |

### Mùa giải 2024
Giải bóng chuyền VĐQG 2024 có 18 đội tham dự (gồm 16 đội thi đấu ở giải VĐQG 2023 và 2 đội thăng hạng từ giải bóng chuyền hạng A năm 2023). Giải sẽ diễn ra theo thể thức vòng tròn 1 lượt chia làm 2 giai đoạn. Sau khi kết thúc thi đấu vòng tròn, các đội dựa theo thứ hạng của mình để tiếp tục thi đấu vòng chung kết - xếp hạng, qua đó xác định 2 đội vô địch cũng như 4 đội xuống hạng.
9 đội nam: Sanest Khánh Hòa, Biên Phòng, Thể Công Tân Cảng, Hà Tĩnh, LP Bank Ninh Bình, Lavie Long An, Hà Nội, Đà Nẵng, XSKT Vĩnh Long.
9 đội nữ: LP Bank Ninh Bình, HCĐG Lào Cai, VTV Bình Điền Long An, Binh chủng Thông tin - TTBP, Ngân hàng Công Thương, Geleximco Thái Bình, Quảng Ninh, XMLS Thanh Hóa, Hà Nội.
Kết quả xếp hạng thi đấu vòng tròn 9 đội Nam
|      |                   | Trận đấu | Trận đấu | Điểm | Set | Set | Set   | Điểm | Điểm | Điểm  |
| Hạng | Đội               | T        | B        | Điểm | T   | B   | Tỉ lệ | T    | B    | Tỉ lệ |
| ---- | ----------------- | -------- | -------- | ---- | --- | --- | ----- | ---- | ---- | ----- |
| 1    | Sanest Khánh Hòa  | 7        | 1        | 21   | 22  | 6   | 3.667 | 685  | 606  | 1.130 |
| 2    | Biên Phòng        | 7        | 1        | 20   | 21  | 7   | 3.000 | 674  | 588  | 1.146 |
| 3    | Thể Công Tân Cảng | 6        | 2        | 19   | 21  | 7   | 3.000 | 659  | 558  | 1.181 |
| 4    | LP Bank Ninh Bình | 5        | 3        | 14   | 18  | 15  | 1.200 | 750  | 719  | 1.043 |
| 5    | Đà Nẵng           | 3        | 5        | 9    | 13  | 19  | 0.684 | 688  | 739  | 0.931 |
| 6    | Lavie Long An     | 3        | 5        | 8    | 12  | 17  | 0.706 | 649  | 664  | 0.977 |
| 7    | Hà Nội            | 3        | 5        | 8    | 12  | 20  | 0.600 | 665  | 696  | 0.955 |
| 8    | Hà Tĩnh           | 2        | 6        | 7    | 9   | 20  | 0.450 | 620  | 701  | 0.884 |
| 9    | XSKT Vĩnh Long    | 0        | 8        | 2    | 7   | 24  | 0.292 | 618  | 737  | 0.839 |

Kết quả xếp hạng thi đấu vòng tròn 9 đội Nữ
|      |                       | Trận đấu | Trận đấu | Điểm | Set | Set | Set   | Điểm | Điểm | Điểm  |
| Hạng | Đội                   | T        | B        | Điểm | T   | B   | Tỉ lệ | T    | B    | Tỉ lệ |
| ---- | --------------------- | -------- | -------- | ---- | --- | --- | ----- | ---- | ---- | ----- |
| 1    | VTV Bình Điền Long An | 7        | 1        | 20   | 22  | 8   | 2.750 | 705  | 597  | 1.181 |
| 2    | XMLS Thanh Hóa        | 6        | 2        | 18   | 20  | 11  | 1.818 | 707  | 645  | 1.096 |
| 3    | HCĐG Lào Cai          | 6        | 2        | 17   | 21  | 12  | 1.750 | 725  | 666  | 1.089 |
| 4    | LP Bank Ninh Bình     | 5        | 3        | 14   | 18  | 13  | 1.385 | 699  | 620  | 1.127 |
| 5    | BC Thông tin - TTBP   | 4        | 4        | 14   | 19  | 15  | 1.267 | 776  | 715  | 1.085 |
| 6    | Ngân hàng Công Thương | 3        | 5        | 8    | 11  | 18  | 0.611 | 579  | 651  | 0.889 |
| 7    | Quảng Ninh            | 2        | 6        | 9    | 15  | 21  | 0.714 | 780  | 809  | 0.964 |
| 8    | Geleximco Thái Bình   | 2        | 6        | 6    | 9   | 19  | 0.474 | 569  | 646  | 0.881 |
| 9    | Hà Nội                | 1        | 7        | 2    | 5   | 23  | 0.217 | 492  | 683  | 0.720 |

Kết quả xếp hạng thi đấu vòng tranh trụ hạng Nam
|      |                | Trận đấu | Trận đấu | Điểm | Set | Set | Set   | Điểm | Điểm | Điểm  |
| Hạng | Đội            | T        | B        | Điểm | T   | B   | Tỉ lệ | T    | B    | Tỉ lệ |
| ---- | -------------- | -------- | -------- | ---- | --- | --- | ----- | ---- | ---- | ----- |
| 6    | Lavie Long An  | 4        | 2        | 12   | 13  | 8   | 1.625 | 496  | 462  | 1.074 |
| 7    | Hà Nội         | 4        | 2        | 11   | 15  | 11  | 1.364 | 559  | 544  | 1.028 |
| 8    | Hà Tĩnh        | 2        | 4        | 7    | 9   | 13  | 0.692 | 484  | 503  | 0.962 |
| 9    | XSKT Vĩnh Long | 2        | 4        | 6    | 10  | 15  | 0.667 | 526  | 556  | 0.946 |

Kết quả xếp hạng thi đấu vòng tranh trụ hạng Nữ
|      |                       | Trận đấu | Trận đấu | Điểm | Set | Set | Set   | Điểm | Điểm | Điểm  |
| Hạng | Đội                   | T        | B        | Điểm | T   | B   | Tỉ lệ | T    | B    | Tỉ lệ |
| ---- | --------------------- | -------- | -------- | ---- | --- | --- | ----- | ---- | ---- | ----- |
| 6    | Ngân hàng Công Thương | 4        | 2        | 12   | 14  | 7   | 2.000 | 497  | 445  | 1.117 |
| 7    | Geleximco Thái Bình   | 4        | 2        | 12   | 13  | 7   | 1.857 | 467  | 436  | 1.071 |
| 8    | Quảng Ninh            | 3        | 3        | 9    | 12  | 13  | 0.923 | 557  | 546  | 1.020 |
| 9    | Hà Nội                | 1        | 5        | 3    | 5   | 17  | 0.294 | 425  | 519  | 0.819 |

Sau khi kết thúc lượt thi đấu vòng tròn đã xác định được 2 đội bóng xếp hạng 5 chung cuộc là Nam Đà Nẵng và Nữ Binh chủng Thông tin - TTBP.
Vòng tranh trụ hạng của Nam gồm có các đội: Lavie Long An, Hà Nội, Hà Tĩnh và XSKT Vĩnh Long. 2 đội bóng Lavie Long An và Hà Nội đã bảo toàn thành công vị trí mà họ giành được ở mùa giải 2023 (hạng 6 và hạng 7), qua đó khiến cho Hà Tĩnh - đội bóng lọt vào top 4 mùa giải 2023 phải nhận tấm vé xuống hạng cùng XSKT Vĩnh Long.
Vòng tranh trụ hạng của Nữ có sự góp mặt của các đội: Ngân hàng Công Thương, Quảng Ninh, Geleximco Thái Bình và Hà Nội. 2 đội bóng cựu vô địch là Ngân hàng Công Thương và Geleximco Thái Bình trụ hạng thành công và đẩy 2 đội bóng còn lại là Quảng Ninh và Hà Nội xuống chơi ở giải hạng A năm 2025.
Vòng bán kết của giải đấu chứng kiến sự kịch tính và căng thẳng trong các trận đấu. Ở nội dung Nam, Sanest Khánh Hòa và Biên Phòng cùng vượt qua vòng bán kết để tái hiện lại trận chung kết mùa giải 2023. Sanest Khánh Hòa giành chiến thắng đầy kịch tích 3–2 trước LP Bank Ninh Bình, trong khi Biên Phòng vượt qua Thể Công Tân Cảng với tỉ số 3–1. Ở nội dung Nữ, VTV Bình Điền Long An đã biến đương kim vô địch LP Bank Ninh Bình trở thành cựu vô địch với chiến thắng nghẹt thở 3–2, trong khi HCĐG Lào Cai đánh bại XMLS Thanh Hóa với tỉ số 3–1 để có lần thứ năm liên tiếp lọt vào trận chung kết.
Tại trận chung kết Nữ, VTV Bình Điền Long An có lần thứ năm trong lịch sử bước lên ngôi vô địch tại giải VĐQG sau khi đánh bại HCĐG Lào Cai 3–1. Đây cũng là thất bại thứ năm liên tiếp tại các trận chung kết giải đấu của Hóa chất Đức Giang. Trong khi ở chung kết Nam, Biên Phòng đã đòi lại món nợ thành công trước Sanest Khánh Hòa ở mùa giải 2023 khi đánh bại đối thủ 3–1 để có lần thứ ba trong lịch sử giành chức vô địch. Ở các trận tranh hạng 3, trong khi đội Nữ LP Bank Ninh Bình đánh bại XMLS Thanh Hóa để xếp hạng 3 chung cuộc thì đội Nam LP Bank Ninh Bình lại không thể làm được điều tương tự khi nhận thất bại trước Thể Công Tân Cảng.
Xếp hạng chung cuộc mùa giải 2024 như sau
| \| Thứ hạng \| Giải Nam \| Giải Nữ \| \| -------- \| ----------------- \| --------------------------- \| \| 1 \| Biên Phòng \| VTV Bình Điền Long An \| \| 2 \| Sanest Khánh Hòa \| HCĐG Lào Cai \| \| 3 \| Thể Công Tân Cảng \| LP Bank Ninh Bình \| \| 4 \| LP Bank Ninh Bình \| XMLS Thanh Hóa \| \| 5 \| Đà Nẵng \| Binh chủng Thông tin - TTBP \| \| 6 \| Lavie Long An \| Ngân hàng Công Thương \| \| 7 \| Hà Nội \| Geleximco Thái Bình \| \| 8 \| Hà Tĩnh \| Quảng Ninh \| \| 9 \| XSKT Vĩnh Long \| Hà Nội \| |                   |                             |
| Thứ hạng | Giải Nam          | Giải Nữ                     |
| 1 | Biên Phòng        | VTV Bình Điền Long An       |
| 2 | Sanest Khánh Hòa  | HCĐG Lào Cai                |
| 3 | Thể Công Tân Cảng | LP Bank Ninh Bình           |
| 4 | LP Bank Ninh Bình | XMLS Thanh Hóa              |
| 5 | Đà Nẵng           | Binh chủng Thông tin - TTBP |
| 6 | Lavie Long An     | Ngân hàng Công Thương       |
| 7 | Hà Nội            | Geleximco Thái Bình         |
| 8 | Hà Tĩnh           | Quảng Ninh                  |
| 9 | XSKT Vĩnh Long    | Hà Nội                      |

### Mùa giải 2023
Giải bóng chuyền VĐQG 2023 có 20 đội tham dự (gồm 18 đội thi đấu ở giải VĐQG 2022 và 02 đội thăng hạng từ giải bóng chuyền hạng A năm 2022). Giải sẽ diễn ra 3 vòng gồm vòng 1, vòng 2 và vòng chung kết - xếp hạng. 20 đội được chia ra làm 2 bảng A và B thi đấu vòng 1 ở Bắc Ninh và Hà Nội từ ngày 24/2 đến ngày 19/3. Các đội thi đấu theo thể thức vòng tròn 1 lượt & và chọn ra hai đội nhất, nhì bảng A và B (nam, nữ) để tham dự cúp Hùng Vương, đồng thời xếp hạng phân nhóm bảng đấu C & D (nam và nữ) để tiếp tục thi đấu tại vòng 2 (ở Đắk Nông và Đà Nẵng từ ngày 3/11 đến ngày 12/11). Vòng Chung kết - xếp hạng tổ chức ở Khánh Hòa và Quảng Nam từ ngày 16/11 đến ngày 19/11.
Vòng 1
Ngày 28/11/2022 đã diễn ra kết quả bốc thăm vòng 1 giải bóng chuyền VĐQG 2023.
Bảng A diễn ra tại Bắc Ninh:
5 đội nam: Sanest Khánh Hòa, Hà Nội, Hà Tĩnh, TP. Hồ Chí Minh, Đà Nẵng.
5 đội nữ: Kinh Bắc Bắc Ninh, Geleximco Thái Bình, Ninh Bình LVPB, Than Quảng Ninh, Ngân hàng Công Thương.
Bảng B diễn ra tại Hà Nội:
5 đội nam: Ninh Bình LVPB, VLXD Bình Dương, Biên Phòng, Thể Công, Lavie Long An.
5 đội nữ: HCĐG Tia Sáng, VTV Bình Điền Long An, Bộ Tư lệnh Thông tin, Hà Phú Thanh Hóa, TP. Hồ Chí Minh.
Kết quả xếp hạng thi đấu vòng tròn bảng A
|      |                  | Trận đấu | Trận đấu | Điểm | Set | Set | Set   | Điểm | Điểm | Điểm  |
| Hạng | Đội              | T        | B        | Điểm | T   | B   | Tỉ lệ | T    | B    | Tỉ lệ |
| ---- | ---------------- | -------- | -------- | ---- | --- | --- | ----- | ---- | ---- | ----- |
| 1    | Sanest Khánh Hòa | 4        | 0        | 11   | 12  | 3   | 4.000 | 353  | 310  | 1.139 |
| 2    | Đà Nẵng          | 2        | 2        | 7    | 8   | 6   | 1.333 | 321  | 312  | 1.029 |
| 3    | Hà Tĩnh          | 2        | 2        | 6    | 8   | 8   | 1.000 | 351  | 343  | 1.023 |
| 4    | Hà Nội           | 2        | 2        | 6    | 7   | 7   | 1.000 | 325  | 322  | 1.009 |
| 5    | TP. Hồ Chí Minh  | 0        | 4        | 0    | 1   | 12  | 0.083 | 266  | 329  | 0.809 |

|      |                       | Trận đấu | Trận đấu | Điểm | Set | Set | Set    | Điểm | Điểm | Điểm  |
| Hạng | Đội                   | T        | B        | Điểm | T   | B   | Tỉ lệ  | T    | B    | Tỉ lệ |
| ---- | --------------------- | -------- | -------- | ---- | --- | --- | ------ | ---- | ---- | ----- |
| 1    | Ninh Bình LVPB        | 4        | 0        | 12   | 12  | 1   | 12.000 | 335  | 254  | 1.319 |
| 2    | Than Quảng Ninh       | 3        | 1        | 8    | 9   | 5   | 1.800  | 296  | 285  | 1.039 |
| 3    | Geleximco Thái Bình   | 2        | 2        | 5    | 6   | 8   | 0.750  | 307  | 295  | 1.041 |
| 4    | Kinh Bắc Bắc Ninh     | 1        | 3        | 3    | 4   | 10  | 0.400  | 279  | 348  | 0.802 |
| 5    | Ngân hàng Công Thương | 0        | 4        | 2    | 5   | 12  | 0.417  | 334  | 369  | 0.905 |

Kết quả xếp hạng thi đấu vòng tròn bảng B
|      |                 | Trận đấu | Trận đấu | Điểm | Set | Set | Set   | Điểm | Điểm | Điểm  |
| Hạng | Đội             | T        | B        | Điểm | T   | B   | Tỉ lệ | T    | B    | Tỉ lệ |
| ---- | --------------- | -------- | -------- | ---- | --- | --- | ----- | ---- | ---- | ----- |
| 1    | Biên Phòng      | 4        | 0        | 12   | 12  | 3   | 4.000 | 371  | 300  | 1.237 |
| 2    | Thể Công        | 3        | 1        | 9    | 10  | 4   | 2.500 | 340  | 320  | 1.063 |
| 3    | Ninh Bình LVPB  | 2        | 2        | 5    | 8   | 9   | 0.889 | 375  | 390  | 0.962 |
| 4    | Lavie Long An   | 1        | 3        | 3    | 6   | 11  | 0.545 | 344  | 384  | 0.896 |
| 5    | VLXD Bình Dương | 0        | 4        | 1    | 3   | 12  | 0.250 | 325  | 361  | 0.900 |

|      |                       | Trận đấu | Trận đấu | Điểm | Set | Set | Set    | Điểm | Điểm | Điểm  |
| Hạng | Đội                   | T        | B        | Điểm | T   | B   | Tỉ lệ  | T    | B    | Tỉ lệ |
| ---- | --------------------- | -------- | -------- | ---- | --- | --- | ------ | ---- | ---- | ----- |
| 1    | HCĐG Tia Sáng         | 4        | 0        | 12   | 12  | 1   | 12.000 | 318  | 234  | 1.359 |
| 2    | Bộ Tư lệnh Thông tin  | 3        | 1        | 9    | 9   | 3   | 3.000  | 284  | 210  | 1.352 |
| 3    | VTV Bình Điền Long An | 2        | 2        | 6    | 7   | 8   | 0.875  | 325  | 338  | 0.962 |
| 4    | TP. Hồ Chí Minh       | 1        | 3        | 3    | 4   | 10  | 0.400  | 267  | 348  | 0.767 |
| 5    | Hà Phú Thanh Hóa      | 0        | 4        | 0    | 2   | 12  | 0.167  | 287  | 351  | 0.818 |

Sau khi vòng 1 khép lại, các đội xếp ở vị trí 1, 3 và 5 của bảng A và B sẽ lần lượt nhóm lại với các đội xếp hạng 2 và 4 ở bảng B và A để tạo thành bảng C và D. Các đội sẽ tiếp tục thi đấu vòng tròn một lượt tính điểm, sau đó cộng tổng thành tích ở hai vòng bảng để tìm ra 16 đội lọt vào vòng chung kết - xếp hạng và 4 đội xuống hạng.
Kết thúc vòng 1, ở nội dung của nam, 4 đội bóng gồm Sanest Khánh Hòa (nhất bảng A), Đà Nẵng (nhì bảng A), Biên Phòng (nhất bảng B) và Thể Công Tân Cảng (nhì bảng B) giành quyền tham dự cúp Hùng Vương 2023. Ở nội dung của nữ 4 cái tên tham dự cúp Hùng Vương là Ninh Bình LVPB (nhất bảng A), Than Quảng Ninh (nhì bảng A), HCĐG Tia Sáng (nhất bảng B) và Bộ Tư lệnh Thông tin (nhì bảng B).
Vòng 2
Bảng C diễn ra tại Đắk Nông (nam) và Đà Nẵng (nữ):
5 đội nam: Sanest Khánh Hòa, Thể Công Tân Cảng, Hà Tĩnh, Lavie Long An, TP. Hồ Chí Minh.
5 đội nữ: Ninh Bình LP Bank, BC Thông tin - TTBP, Geleximco Thái Bình, TP. Hồ Chí Minh, Ngân hàng Công Thương.
Bảng D diễn ra tại Đà Nẵng (nam) và Đắk Nông (nữ):
5 đội nam: Biên Phòng, Đà Nẵng, Ninh Bình LP Bank, Hà Nội, VLXD Bình Dương.
5 đội nữ: HCĐG Tia Sáng, Than Quảng Ninh, VTV Bình Điền Long An, Kinh Bắc Bắc Ninh, XMLS Thanh Hóa.
Kết quả xếp hạng thi đấu vòng tròn bảng C
|      |                   | Trận đấu | Trận đấu | Điểm | Set | Set | Set   | Điểm | Điểm | Điểm  |
| Hạng | Đội               | T        | B        | Điểm | T   | B   | Tỉ lệ | T    | B    | Tỉ lệ |
| ---- | ----------------- | -------- | -------- | ---- | --- | --- | ----- | ---- | ---- | ----- |
| 1    | Sanest Khánh Hòa  | 8        | 0        | 21   | 24  | 7   | 3.429 | 732  | 649  | 1.128 |
| 2    | Thể Công Tân Cảng | 6        | 2        | 19   | 21  | 8   | 2.625 | 691  | 644  | 1.073 |
| 3    | Hà Tĩnh           | 4        | 4        | 12   | 14  | 14  | 1.000 | 636  | 625  | 1.018 |
| 4    | Lavie Long An     | 1        | 7        | 4    | 8   | 23  | 0.348 | 634  | 721  | 0.879 |
| 5    | TP. Hồ Chí Minh   | 1        | 7        | 3    | 5   | 21  | 0.238 | 569  | 655  | 0.869 |

|      |                       | Trận đấu | Trận đấu | Điểm | Set | Set | Set   | Điểm | Điểm | Điểm  |
| Hạng | Đội                   | T        | B        | Điểm | T   | B   | Tỉ lệ | T    | B    | Tỉ lệ |
| ---- | --------------------- | -------- | -------- | ---- | --- | --- | ----- | ---- | ---- | ----- |
| 1    | Ninh Bình LP Bank     | 7        | 1        | 21   | 22  | 5   | 4.400 | 676  | 544  | 1.243 |
| 2    | BC Thông tin - TTBP   | 6        | 2        | 19   | 20  | 7   | 2.857 | 636  | 534  | 1.191 |
| 3    | Geleximco Thái Bình   | 5        | 3        | 13   | 15  | 14  | 1.071 | 641  | 619  | 1.036 |
| 4    | Ngân hàng Công Thương | 1        | 7        | 5    | 10  | 22  | 0.455 | 669  | 715  | 0.936 |
| 5    | TP. Hồ Chí Minh       | 1        | 7        | 3    | 5   | 22  | 0.227 | 511  | 670  | 0.763 |

Kết quả xếp hạng thi đấu vòng tròn bảng D
|      |                   | Trận đấu | Trận đấu | Điểm | Set | Set | Set   | Điểm | Điểm | Điểm  |
| Hạng | Đội               | T        | B        | Điểm | T   | B   | Tỉ lệ | T    | B    | Tỉ lệ |
| ---- | ----------------- | -------- | -------- | ---- | --- | --- | ----- | ---- | ---- | ----- |
| 1    | Biên Phòng        | 8        | 0        | 23   | 24  | 7   | 3.429 | 744  | 634  | 1.174 |
| 2    | Ninh Bình LP Bank | 5        | 3        | 13   | 18  | 14  | 1.286 | 724  | 729  | 0.993 |
| 3    | Hà Nội            | 4        | 4        | 13   | 16  | 14  | 1.143 | 679  | 668  | 1.016 |
| 4    | Đà Nẵng           | 3        | 5        | 11   | 14  | 16  | 0.875 | 674  | 670  | 1.006 |
| 5    | VLXD Bình Dương   | 0        | 8        | 1    | 4   | 24  | 0.167 | 600  | 688  | 0.872 |

|      |                       | Trận đấu | Trận đấu | Điểm | Set | Set | Set   | Điểm | Điểm | Điểm  |
| Hạng | Đội                   | T        | B        | Điểm | T   | B   | Tỉ lệ | T    | B    | Tỉ lệ |
| ---- | --------------------- | -------- | -------- | ---- | --- | --- | ----- | ---- | ---- | ----- |
| 1    | HCĐG Tia Sáng         | 8        | 0        | 23   | 24  | 4   | 6.000 | 668  | 536  | 1.246 |
| 2    | VTV Bình Điền Long An | 5        | 3        | 16   | 18  | 11  | 1.636 | 643  | 580  | 1.109 |
| 3    | Than Quảng Ninh       | 4        | 4        | 11   | 12  | 15  | 0.800 | 585  | 599  | 0.977 |
| 4    | XMLS Thanh Hóa        | 2        | 6        | 5    | 9   | 20  | 0.450 | 602  | 688  | 0.875 |
| 5    | Kinh Bắc Bắc Ninh     | 1        | 7        | 4    | 7   | 22  | 0.318 | 564  | 710  | 0.794 |

Sau khi vòng 2 khép lại, 4 đội bóng phải xuống chơi ở giải hạng A vào năm 2024 đã được xác định bao gồm: Nam VLXD Bình Dương, Nam TP. Hồ Chí Minh, Nữ TP. Hồ Chí Minh, và Nữ Kinh Bắc Bắc Ninh.
Vòng tứ kết của Nữ không có bất ngờ nào xảy ra khi cả 4 đội được đánh giá cao hơn đều giành thắng lợi. Đương kim vô địch Geleximco Thái Bình  trở thành cựu vô địch khi thất bại 0–3 trước VTV Bình Điền Long An. Ninh Bình LP Bank đánh bại XMLS Thanh Hóa 3–0. HCĐG Tia Sáng và Binh chủng Thông tin - Trường Tươi Bình Phước giành chiến thắng lần lượt trước Ngân hàng Công Thương và Than Quảng Ninh cùng với tỉ số 3–1.
Tại vòng tứ kết của Nam, hầu hết các đội được đánh giá cao hơn đều giành được chiến thắng. Sanest Khánh Hòa đánh bại Đà Nẵng 3–0, Biên Phòng giành chiến thắng 3–1 trước Lavie Long An, và Thể Công Tân Cảng vượt qua Hà Nội 3–0. Bất ngờ duy nhất ở vòng tứ kết là đương kim vô địch Ninh Bình LP Bank nhận thất bại 2–3 trước Hà Tĩnh, qua đó cùng với Nữ Geleximco Thái Bình trở thành cựu vô địch.
Tại vòng phân hạng 5-8 Nam cho 4 đội thua ở Tứ kết, Ninh Bình LP Bank với 2 chiến thắng đã giành vị trí thứ 5, Lavie Long An và Hà Nội với 1 chiến thắng lần lượt giành hạng 6 và 7. Đà Nẵng với 2 thất bại kết thúc giải vị trí thứ 8. Tại vòng phân hạng 5-8 Nữ, Ngân hàng Công Thương xếp hạng 5 chung cuộc sau 2 chiến thắng cùng với tỉ số 3–1 trước Than Quảng Ninh và Geleximco Thái Bình. 2 đội bóng Thái Bình và Quảng Ninh lần lượt xếp hạng 6 và 7. XMLS Thanh Hóa với 2 trận thua xếp hạng 8 chung cuộc
Vòng bán kết của Nam chứng kiến sự vượt trội của 2 đội bóng toàn thắng từ đầu giải là Biên Phòng và Sanest Khánh Hòa. Biên Phòng vượt qua Thể Công Tân Cảng với tỉ số 3–1 trong khi Sanest Khánh Hòa đánh bại Hà Tĩnh 3–0. Trong khi đó, nội dung Nữ chắc chắn xuất hiện một nhà vô địch mới trong lịch sử khi cả 2 đội bóng từng lên ngôi vô địch là Binh chủng Thông tin và VTV Bình Điền Long An đều nhận thất bại ở bán kết. VTV Bình Điền Long An dẫn trước 2–0 nhưng để thua ngược 2–3 trước Ninh Bình LP Bank, trong khi HCĐG Tia Sáng đánh bại Binh chủng Thông tin 3–1 để có lần thứ tư liên tiếp lọt vào trận chung kết.
Tại trận chung kết Nữ, Ninh Bình LP Bank trở thành đội bóng thứ năm trong lịch sử bước lên ngôi vô địch tại giải VĐQG sau khi đánh bại HCĐG Tia Sáng 3–1. Đây là thất bại thứ tư liên tiếp tại các trận chung kết giải đấu của Hóa chất Đức Giang. Trong khi ở chung kết Nam, Sanest Khánh Hòa đã có lần thứ tư đăng quang tại giải VĐQG sau chiến thắng 3–0 trước Biên Phòng. 2 đội bóng Nữ VTV Bình Điền Long An và Nam Thể Công Tân Cảng giành được vị trí thứ 3 chung cuộc khi giành chiến thắng trước các đối thủ là Nữ Binh chủng Thông tin - Trường Tươi Bình Phước và Nam Hà Tĩnh.
Xếp hạng chung cuộc mùa giải 2023 như sau
| \| Thứ hạng \| Giải Nam \| Giải Nữ \| \| -------- \| ----------------- \| --------------------------- \| \| 1 \| Sanest Khánh Hòa \| Ninh Bình LP Bank \| \| 2 \| Biên Phòng \| HCĐG Tia Sáng \| \| 3 \| Thể Công Tân Cảng \| VTV Bình Điền Long An \| \| 4 \| Hà Tĩnh \| Binh chủng Thông tin - TTBP \| \| 5 \| Ninh Bình LP Bank \| Ngân hàng Công Thương \| \| 6 \| Lavie Long An \| Geleximco Thái Bình \| \| 7 \| Hà Nội \| Than Quảng Ninh \| \| 8 \| Đà Nẵng \| XMLS Thanh Hóa \| \| 9 \| TP. Hồ Chí Minh \| Kinh Bắc Bắc Ninh \| \| 10 \| VLXD Bình Dương \| TP. Hồ Chí Minh \| |                   |                             |
| Thứ hạng | Giải Nam          | Giải Nữ                     |
| 1 | Sanest Khánh Hòa  | Ninh Bình LP Bank           |
| 2 | Biên Phòng        | HCĐG Tia Sáng               |
| 3 | Thể Công Tân Cảng | VTV Bình Điền Long An       |
| 4 | Hà Tĩnh           | Binh chủng Thông tin - TTBP |
| 5 | Ninh Bình LP Bank | Ngân hàng Công Thương       |
| 6 | Lavie Long An     | Geleximco Thái Bình         |
| 7 | Hà Nội            | Than Quảng Ninh             |
| 8 | Đà Nẵng           | XMLS Thanh Hóa              |
| 9 | TP. Hồ Chí Minh   | Kinh Bắc Bắc Ninh           |
| 10 | VLXD Bình Dương   | TP. Hồ Chí Minh             |

### Mùa giải 2022
Do năm 2021 không có đội xuống hạng nên mùa giải 2022 diễn ra với 11 đội nam và 11 đội nữ và sẽ có 2 đội xếp thứ 10 và 11 xuống hạng. Giải bóng chuyền VĐQG 2022 dự kiến tổ chức 1 vòng bảng ngay trước vòng vòng chung kết, xếp hạng tại Ninh Bình và Vĩnh Phúc. Với thể thức thi đấu vòng trong 1 lượt tính điểm và xếp hạng, các đội xếp từ 1-4 mỗi bảng đấu sẽ vào thi đấu tứ kết. 3 đội cuối mỗi bảng còn lại sẽ thi đấu vòng chung kết ngược tìm ra 1 đội trụ hạng và 2 đội xuống hạng. Mỗi đội được sử dụng 1 cầu thủ ngoại trên sân ở mọi thời điểm. Ngày 28/1/2022, Điều lệ giải bóng chuyền VĐQG Bamboo Airways năm 2022 đã được ban hành.
Kết quả bốc thăm các đội vào bảng A (Ninh Bình) và bảng B (Vĩnh Phúc) như sau:
- Bảng A tại Ninh Bình:
  - 6 đội Nam: Tràng An Ninh Bình, Hà Tĩnh, Hà Nội, VLXD Bình Dương, Bến Tre, XSKT Vĩnh Long
  - 5 đội Nữ: HCĐG Hà Nội, Ninh Bình Doveco, Geleximco Thái Bình, Kinh Bắc Bắc Ninh, VTV Bình Điền Long An
- Bảng B tại Vĩnh Phúc:
  - 5 đội Nam: Thể Công, Sanest Khánh Hòa, Biên Phòng, TP. Hồ Chí Minh, Lavie Long An
  - 6 đội Nữ: Bộ Tư lệnh Thông tin, Than Quảng Ninh, Đắk Lắk, Hà Phú Thanh Hóa, Ngân hàng Công Thương, Bamboo Airways Vĩnh Phúc.

Kết quả xếp hạng thi đấu vòng tròn bảng A
|      |                    | Trận đấu | Trận đấu | Điểm | Set | Set | Set   | Điểm | Điểm | Điểm  |
| Hạng | Đội                | T        | B        | Điểm | T   | B   | Tỉ lệ | T    | B    | Tỉ lệ |
| ---- | ------------------ | -------- | -------- | ---- | --- | --- | ----- | ---- | ---- | ----- |
| 1    | Tràng An Ninh Bình | 5        | 0        | 13   | 15  | 5   | 3.000 | 458  | 397  | 1.154 |
| 2    | VLXD Bình Dương    | 3        | 2        | 10   | 11  | 7   | 1.571 | 406  | 380  | 1.068 |
| 3    | Hà Nội             | 3        | 2        | 9    | 12  | 8   | 1.500 | 432  | 427  | 1.012 |
| 4    | Hà Tĩnh            | 3        | 2        | 8    | 10  | 9   | 1.111 | 429  | 378  | 1.135 |
| 5    | XSKT Vĩnh Long     | 1        | 4        | 5    | 8   | 12  | 0.667 | 434  | 443  | 0.980 |
| 6    | Bến Tre            | 0        | 5        | 0    | 0   | 15  | 0.000 | 241  | 375  | 0.643 |

|      |                       | Trận đấu | Trận đấu | Điểm | Set | Set | Set   | Điểm | Điểm | Điểm  |
| Hạng | Đội                   | T        | B        | Điểm | T   | B   | Tỉ lệ | T    | B    | Tỉ lệ |
| ---- | --------------------- | -------- | -------- | ---- | --- | --- | ----- | ---- | ---- | ----- |
| 1    | HCĐG Hà Nội           | 3        | 1        | 10   | 11  | 4   | 2.750 | 337  | 307  | 1.098 |
| 2    | VTV Bình Điền Long An | 3        | 1        | 8    | 9   | 5   | 1.800 | 308  | 286  | 1.077 |
| 3    | Ninh Bình Doveco      | 2        | 2        | 6    | 8   | 8   | 1.000 | 343  | 314  | 1.092 |
| 4    | Geleximco Thái Bình   | 2        | 2        | 6    | 7   | 7   | 1.000 | 324  | 320  | 1.013 |
| 5    | Kinh Bắc Bắc Ninh     | 0        | 4        | 0    | 1   | 12  | 0.083 | 241  | 326  | 0.739 |

Kết quả xếp hạng thi đấu vòng tròn bảng B
|      |                  | Trận đấu | Trận đấu | Điểm | Set | Set | Set   | Điểm | Điểm | Điểm  |
| Hạng | Đội              | T        | B        | Điểm | T   | B   | Tỉ lệ | T    | B    | Tỉ lệ |
| ---- | ---------------- | -------- | -------- | ---- | --- | --- | ----- | ---- | ---- | ----- |
| 1    | Sanest Khánh Hòa | 4        | 0        | 9    | 12  | 6   | 2.000 | 400  | 360  | 1.111 |
| 2    | TP. Hồ Chí Minh  | 2        | 2        | 8    | 10  | 7   | 1.429 | 384  | 357  | 1.076 |
| 3    | Thể Công         | 2        | 2        | 6    | 9   | 8   | 1.125 | 366  | 370  | 0.989 |
| 4    | Biên Phòng       | 1        | 3        | 5    | 7   | 9   | 0.778 | 334  | 357  | 0.936 |
| 5    | Lavie Long An    | 1        | 3        | 2    | 3   | 11  | 0.273 | 298  | 338  | 0.882 |

|      |                          | Trận đấu | Trận đấu | Điểm | Set | Set | Set   | Điểm | Điểm | Điểm  |
| Hạng | Đội                      | T        | B        | Điểm | T   | B   | Tỉ lệ | T    | B    | Tỉ lệ |
| ---- | ------------------------ | -------- | -------- | ---- | --- | --- | ----- | ---- | ---- | ----- |
| 1    | Bộ Tư lệnh Thông tin     | 5        | 0        | 15   | 15  | 0   | MAX   | 375  | 232  | 1.616 |
| 2    | Than Quảng Ninh          | 4        | 1        | 12   | 12  | 4   | 3.000 | 384  | 303  | 1.267 |
| 3    | Hà Phú Thanh Hóa         | 3        | 2        | 8    | 10  | 8   | 1.250 | 356  | 392  | 0.908 |
| 4    | Ngân hàng Công Thương    | 2        | 3        | 7    | 8   | 11  | 0.727 | 399  | 406  | 0.983 |
| 5    | Đắk Lắk                  | 1        | 4        | 3    | 4   | 13  | 0.308 | 317  | 403  | 0.787 |
| 6    | Bamboo Airways Vĩnh Phúc | 0        | 5        | 0    | 2   | 15  | 0.133 | 324  | 419  | 0.773 |

Tại vòng tứ kết của Nam, các đội mạnh hơn như Tràng An Ninh Bình có chiến thắng	3–2	trước Biên Phòng; Sanest Khánh Hòa thắng 3–0 trước Hà Tĩnh. Bất ngờ xảy ra khi hai đội bóng từng được dự báo là xuống hạng lại thắng các đội bóng mạnh để lọt vào bán kết là VLXD Bình Dương thắng 3–2 trước á quân Thể Công, TP. Hồ Chí Minh bất ngờ thua 2–3 trước Hà Nội.
Tứ kết của nữ có bất ngờ xảy ra khi cả 4 đội ở bảng A tử thần đều giành thắng lợi trước 4 đội ở bảng B, đặc biệt là Geleximco Thái Bình đã loại đội đương kim vô địch Bộ Tư lệnh Thông tin là bất ngờ lớn nhất của giải. Kết quả nữ: HCĐG Hà Nội thắng Ngân hàng Công Thương 3–0; Bộ Tư lệnh Thông tin thua Geleximco Thái Bình 2–3; VTV Bình Điền Long An thắng Hà Phú Thanh Hóa 3–0; Than Quảng Ninh thua Ninh Bình Doveco 0–3.
Tại vòng chung kết ngược 3 đội bóng xếp hạng 5 và 6 ở hai bảng, Lavie Long An với 2 chiến thắng đã đẩy XSKT Vĩnh Long và Bến Tre xuống hạng. Nữ Kinh Bắc Bắc Ninh cũng với 2 chiến thắng đã đẩy Đắk Lắk và Bamboo Airways Vĩnh Phúc xuống hạng.
Tại vòng phân hạng 5-8 Nam cho 4 đội thua ở Tứ kết, Biên Phòng với 2 chiến thắng trước TP. Hồ Chí Minh và Hà Tĩnh đã giành vị trí thứ 5, Hà Tĩnh và TP. Hồ Chí Minh với 1 chiến thắng lần lượt giành hạng 6 và 7. Á quân mùa trước Thể Công với 2 thất bại đành nhận hạng 8. Tại vòng phân hạng 5-8 Nữ, Ngân hàng Công Thương xếp hạng 7 chung cuộc sau chiến thắng 3–1 trước Hà Phú Thanh Hóa. Trận tranh hạng 5-6 giữa đội đương kim vô địch mùa trước là Bộ Tư lệnh Thông tin và Than Quảng Ninh kết thúc với tỷ số 3–1 với chiến thắng giành cho Bộ Tư lệnh Thông tin.
Vòng bán kết Nam đã không có bất ngờ khi hai đội bóng mạnh là Tràng An Ninh Bình và Sanest Khánh Hòa đều giành chiến thắng trước Hà Nội và VLXD Bình Dương. Trong khi đó, vòng bán kết Nữ đã chứng kiến thêm bất ngờ khi Geleximco Thái Bình đánh bại VTV Bình Điền Long An 3–0, trong khi HCĐG Hà Nội trả thành công món nợ trước Ninh Bình Doveco ở vòng bảng với chiến thắng 3–1.
Tại trận chung kết Nữ, Geleximco Thái Bình tiếp tục gây bất ngờ khi đánh bại HCĐG Hà Nội 3–0 để đoạt chức vô địch sau 15 năm, trong khi ở chung kết Nam, Tràng An Ninh Bình cũng có chiến thắng 3–1 trước Sanest Khánh Hòa qua đó bảo vệ thành công danh hiệu vô địch. 2 đội bóng Nữ VTV Bình Điền Long An và Nam Hà Nội giành được vị trí thứ 3 chung cuộc khi giành chiến thắng trước các đối thủ là Nữ Ninh Bình Doveco và Nam VLXD Bình Dương.
Xếp hạng chung cuộc mùa giải 2022 như sau
| \| Thứ hạng \| Giải Nam \| Giải Nữ \| \| -------- \| ------------------ \| ------------------------ \| \| 1 \| Tràng An Ninh Bình \| Geleximco Thái Bình \| \| 2 \| Sanest Khánh Hòa \| HCĐG Hà Nội \| \| 3 \| Hà Nội \| VTV Bình Điền Long An \| \| 4 \| VLXD Bình Dương \| Ninh Bình Doveco \| \| 5 \| Biên Phòng \| Bộ Tư lệnh Thông tin \| \| 6 \| Hà Tĩnh \| Than Quảng Ninh \| \| 7 \| TP. Hồ Chí Minh \| Ngân hàng Công Thương \| \| 8 \| Thể Công \| Hà Phú Thanh Hóa \| \| 9 \| Lavie Long An \| Kinh Bắc Bắc Ninh \| \| 10 \| XSKT Vĩnh Long \| Đắk Lắk \| \| 11 \| Bến Tre \| Bamboo Airways Vĩnh Phúc \| |                    |                          |
| Thứ hạng | Giải Nam           | Giải Nữ                  |
| 1 | Tràng An Ninh Bình | Geleximco Thái Bình      |
| 2 | Sanest Khánh Hòa   | HCĐG Hà Nội              |
| 3 | Hà Nội             | VTV Bình Điền Long An    |
| 4 | VLXD Bình Dương    | Ninh Bình Doveco         |
| 5 | Biên Phòng         | Bộ Tư lệnh Thông tin     |
| 6 | Hà Tĩnh            | Than Quảng Ninh          |
| 7 | TP. Hồ Chí Minh    | Ngân hàng Công Thương    |
| 8 | Thể Công           | Hà Phú Thanh Hóa         |
| 9 | Lavie Long An      | Kinh Bắc Bắc Ninh        |
| 10 | XSKT Vĩnh Long     | Đắk Lắk                  |
| 11 | Bến Tre            | Bamboo Airways Vĩnh Phúc |

### Mùa giải 2021
Giải Bóng chuyền Vô Địch Quốc gia năm 2021 khởi tranh từ ngày 10 cho đến ngày 15/4/2021. 20 CLB bóng chuyền chia ra làm 2 bảng đấu & được thi đấu giai đoạn 1 ở Quảng Ninh & Hà Nội. Ở bảng A có 10 CLB thi đấu tại Quảng Ninh và ở bảng B có 10 CLB thi đấu tại Hà Nội. Các đội thi đấu theo thể thức vòng tròn 1 lượt & và chọn ra hai đội nhất, nhì bảng A và B (nam, nữ) để tham dự cúp Hùng Vương, đồng thời xếp hạng phân nhóm bảng đấu C & D (nam và nữ) để tiếp tục thi đấu tại vòng 2. Vòng Chung kết xếp hạng tổ chức ở Ninh Bình vào tháng 12. 
Giai đoạn 1
Ngày 5/3/2021 đã diễn ra kết quả bốc thăm vòng 1 Giải bóng chuyền VĐQG 2021. Kết quả như sau:
Bảng A diễn ra tại Quảng Ninh:
5 đội nam: TP. Hồ Chí Minh, Tràng An Ninh Bình, Hà Tĩnh, Lavie Long An, Hà Nội.
5 đội nữ: Bộ Tư lệnh Thông tin - FLC, Ngân hàng Công Thương, Than Quảng Ninh, Ninh Bình Doveco, Hải Tiến Thanh Hóa.
Bảng B diễn ra tại Hà Nội:
5 đội nam: Sanest Khánh Hòa, Biên Phòng, Thể Công, VLXD Bình Dương, Bến Tre.
5 đội nữ: HCĐG Hà Nội, Kinh Bắc Bắc Ninh, VTV Bình Điền Long An, Đắk Lắk, WSUN Thái Bình.
Sau khi vòng 1 khép lại, các đội xếp ở vị trí 1, 3 và 5 của bảng A và B sẽ lần lượt nhóm lại với các đội xếp hạng 2 và 4 ở bảng B và A để tạo thành bảng C và D. Các đội sẽ tiếp tục thi đấu vòng tròn một lượt tính điểm, sau đó cộng tổng thành tích ở hai vòng bảng để tìm ra những cái tên lọt vào vòng chung kết. (Thực tế vẫn áp dụng luật cũ ở GĐ2 do 2 đội Long An bỏ giải)
Kết thúc vòng 1, ở nội dung của nam, 4 đội bóng gồm Tràng An Ninh Bình (nhất bảng A), Hà Tĩnh (nhì bảng A), Sanest Khánh Hòa (nhất bảng B) và Thể Công (nhì bảng B) giành quyền tham dự cúp Hùng Vương. Ở nội dung của nữ 4 cái tên tham dự cúp Hùng Vương là Bộ Tư lệnh Thông tin - FLC (nhất bảng A), Ninh Bình Doveco (nhì bảng A), HCĐG Hà Nội (nhất bảng B) và VTV Bình Điền Long An (nhì bảng B).
Giai đoạn 2
Bảng C diễn ra tại nhà thi đấu Ninh Bình, Ninh Bình:
4 đội nam: Tràng An Ninh Bình, Thể Công, TP. Hồ Chí Minh và VLXD Bình Dương. (Do Lavie Long An bỏ cuộc).
4 đội nữ: Bộ Tư lệnh Thông tin - FLC, Than Quảng Ninh, Kinh Bắc Bắc Ninh và EDU Capital Thanh Hóa. (Do VTV Bình Điền Long An bỏ cuộc).
Bảng D diễn ra tại nhà thi đấu Ninh Bình, Ninh Bình:
5 đội nam: Sanest Khánh Hòa, Hà Tĩnh, Biên Phòng, Hà Nội, Bến Tre.
5 đội nữ: HCĐG Hà Nội, Ninh Bình Doveco, Geleximco Thái Bình, Ngân hàng Công Thương, Đắk Lắk.
Vòng 2 và Vòng chung kết xếp hạng giải bóng chuyền VĐQG Cúp Bamboo Airways năm 2021 đã thay đổi thể thức sau khi 2 đội VTV Bình Điền Long An và Lavie Long An rút khỏi giải vì có 9 VĐV nhiễm COVID-19. Vòng chung kết xếp hạng được thay đổi khi không xếp thứ tự từ 1-10 để chọn ra 4 đội dẫn đầu bước vào Vòng chung kết xếp hạng thi đấu bán kết theo cặp 1-4, 2-3. Thể thức mới được áp dụng trở lại như tại mùa giải 2020 khi lấy các đội xếp hạng nhất, nhì mỗi bảng sau khi đã tổng hợp thêm kết quả tại vòng 1 vào thi đấu bán kết. Tại bán kết, đội nhất bảng C gặp đội nhì bảng D và nhì bảng C sẽ gặp đội nhất bảng D để tìm ra hai đội bóng xuất sắc nhất vào trận chung kết năm. Mặc dù không có đội bóng xuống hạng nhưng vòng chung kết ngược năm nay vẫn diễn ra để xếp hạng các đội từ 1-9. Sau khi hoàn thành giai đoạn 2 thì đội xếp thứ 3 ở bảng đấu có 5 đội sẽ nghiễm nhiên được xếp hạng 5 chung cuộc. 4 đội còn lại ở bảng 5 đội sẽ đấu chéo với bảng 4 đội ở bán kết xuôi và bán kết ngược.
Thứ tự các đội sau khi tổng hợp kết quả 2 giai đoạn (số trận thắng/điểm) như sau:
- Bảng C Nam: Thể Công (5/16), Tràng An Ninh Bình (5/14), TP. Hồ Chí Minh (4/14), VLXD Bình Dương (1/4).
- Bảng D Nam: Sanest Khánh Hòa (8/18), Hà Tĩnh (6/18), Biên Phòng (4/13), Hà Nội (2/6), Bến Tre (0/0)
- Bảng C Nữ: Bộ Tư lệnh Thông tin - FLC (7/18), Than Quảng Ninh (4/14), Kinh Bắc Bắc Ninh (3/10) và EDU Capital Thanh Hóa  (0/1)
- Bảng D Nữ: HCĐG Hà Nội (6/19), Ninh Bình Doveco (6/18), Geleximco Thái Bình (4/13), Ngân hàng Công Thương (2/4), Đắk Lắk (1/3)

Đấu chéo xuôi, đấu chéo ngược
Đến ngày thi đấu áp chót 19/12/2021 tại NTĐ Ninh Bình đã xác định được đội xếp thứ 5 chung cuộc của Nam là Biên Phòng, Nữ là Geleximco Thái Bình, đồng thời tất cả xác định các cặp đấu chéo bán kết xuôi ngược diễn ra trong hai ngày 22,23/12/2021, và có kết quả như sau:
- Bán kết xuôi Nam: Thể Công - Hà Tĩnh: 3-0,[18] Sanest Khánh Hòa - Tràng An Ninh Bình: 1-3.[19] (Tranh thứ hạng từ 1-4)
- Bán kết ngược Nam: VLXD Bình Dương - Hà Nội: 0-3, TP. Hồ Chí Minh - Bến Tre: 3-1. (Tranh thứ hạng từ 6-9)
- Bán kết xuôi Nữ: Bộ Tư lệnh Thông tin - FLC - Ninh Bình Doveco: 3-0, HCĐG Hà Nội - Than Quảng Ninh: 3-2. (Tranh thứ hạng từ 1-4)
- Bán kết ngược Nữ: Ngân hàng Công Thương - EDU Capital Thanh Hóa: 2-3, Kinh Bắc Bắc Ninh - Đắk Lắk: 1-3. (Tranh thứ hạng từ 6-9)

Trận chung kết, xếp hạng diễn ra ngày 24,25/12/2021
- Tranh 8-9	Nam: VLXD Bình Dương - Bến Tre: 3-0
- Tranh 3-4	Nữ: Ninh Bình Doveco - Than Quảng Ninh: 0-3
- Tranh 6-7	Nam: Hà Nội - TP. Hồ Chí Minh: 3-1
- Chung kết	Nữ: Bộ Tư lệnh Thông tin - FLC - HCĐG Hà Nội: 3-1[20]
- Tranh 8-9	Nữ: Ngân hàng Công Thương - Kinh Bắc Bắc Ninh : 0-3
- Tranh 3-4	Nam: Sanest Khánh Hòa - Hà Tĩnh: 3-1
- Tranh 6-7  Nữ: Đắk Lắk - EDU Capital Thanh Hóa: 3-1
- Chung kết	Nam: Thể Công - Tràng An Ninh Bình: 0-3

Sau 12 ngày tranh tài, vòng II và vòng Chung kết giải bóng chuyền Vô địch Quốc gia cúp Bamboo Airways 2021 đã chính thức khép lại với rất nhiều dấu ấn. Những ảnh hưởng nặng nề của dịch bệnh COVID-19 đã khiến bóng chuyền Việt Nam gặp rất nhiều khó khăn trong năm 2021 nhưng đã cán đích thành công. Với chiến thắng 3-1 trước HCĐG Hà Nội ở trận Chung kết, đội bóng Bộ Tư lệnh Thông tin - FLC đã có 12 chức vô địch bóng chuyền quốc gia. Ở nội dung nam, sau 9 năm chờ đợi Tràng An Ninh Bình đã mang về chiếc cúp vô địch thứ 4 trong lịch sử đội bóng.
Tại giải đấu năm 2021, hai tài năng như Nguyễn Văn Quốc Duy (Thể Công) và Nguyễn Thị Bích Tuyền (Ninh Bình Doveco) đạt giải thưởng vận động viên tấn công xuất sắc nhất. Danh hiệu chuyền hai xuất sắc dành cho cặp đôi của hai nhà vô địch là Giang Văn Đức (Tràng An Ninh Bình) và Đoàn Thị Lâm Oanh (Bộ Tư lệnh Thông tin - FLC). Danh hiệu VĐV phòng thủ xuất sắc nhất vẫn là căp đôi của mùa giải 2020 là Lê Thị Thanh Liên (HCĐG Hà Nội) và Huỳnh Trung Trực (Sanest Khánh Hòa).
Một điểm nhấn quan trọng của giải bóng chuyền VĐQG năm 2021 là số tiền thưởng kỷ lục 500 triệu đồng cho đội vô địch, 300 triệu cho đội về nhì và 200 triệu cho đội đứng thứ ba. Cộng thêm mức thưởng 300 triệu đồng của cựu Chủ tịch ngân hàng Bưu điện Liên Việt ông Nguyễn Đức Hưởng, đội vô địch nhận được 800 triệu đồng. Ngoài ra Bộ Tư lệnh Thông tin - FLC được nhà tài trợ FLC tặng thưởng thêm 2 tỷ đồng, Tràng An Ninh Bình cũng được tỉnh Ninh Bình thưởng thêm 700 tr đồng.

Xếp hạng chung cuộc mùa giải 2021 như sau
| \| Thứ hạng \| Giải Nam \| Giải Nữ \| \| -------- \| ------------------ \| -------------------------- \| \| 1 \| Tràng An Ninh Bình \| Bộ Tư lệnh Thông tin - FLC \| \| 2 \| Thể Công \| HCĐG Hà Nội \| \| 3 \| Sanest Khánh Hòa \| Than Quảng Ninh \| \| 4 \| Hà Tĩnh \| Ninh Bình Doveco \| \| 5 \| Biên Phòng \| Geleximco Thái Bình \| \| 6 \| Hà Nội \| Đắk Lắk \| \| 7 \| TP. Hồ Chí Minh \| EDU Capital Thanh Hóa \| \| 8 \| VLXD Bình Dương \| Kinh Bắc Bắc Ninh \| \| 9 \| Bến Tre \| Ngân hàng Công Thương \| \| 10 \| Lavie Long An \| VTV Bình Điền Long An \| |                    |                            |
| Thứ hạng | Giải Nam           | Giải Nữ                    |
| 1 | Tràng An Ninh Bình | Bộ Tư lệnh Thông tin - FLC |
| 2 | Thể Công           | HCĐG Hà Nội                |
| 3 | Sanest Khánh Hòa   | Than Quảng Ninh            |
| 4 | Hà Tĩnh            | Ninh Bình Doveco           |
| 5 | Biên Phòng         | Geleximco Thái Bình        |
| 6 | Hà Nội             | Đắk Lắk                    |
| 7 | TP. Hồ Chí Minh    | EDU Capital Thanh Hóa      |
| 8 | VLXD Bình Dương    | Kinh Bắc Bắc Ninh          |
| 9 | Bến Tre            | Ngân hàng Công Thương      |
| 10 | Lavie Long An      | VTV Bình Điền Long An      |

### Mùa giải 2020
Giải bóng chuyền VĐQG 2020 khởi tranh giai đoạn 1 từ ngày 14 cho đến ngày 17 tháng 6/2020. 20 CLB bóng chuyền trên toàn quốc chia ra làm 2 bảng đấu & được thi đấu ở hai tỉnh Bắc Ninh & Hà Tĩnh. Ở bảng A, 10 CLB sẽ cùng nhau tranh tài tại tỉnh Bắc Ninh & ở bảng B, 10 CLB còn lại sẽ cùng nhau tranh tài tại tỉnh Hà Tĩnh. Các đội thi đấu theo thể thức vòng tròn 1 lượt & xếp hạng phân nhóm bảng đấu C & D (nam và nữ) để tiếp tục thi đấu tại vòng 2 và không có Giải bóng chuyền cúp Hùng Vương như mọi năm. Vòng Chung kết xếp hạng tổ chức ở hai tỉnh Khánh Hòa & Đắk Lắk vào tháng 12.
Bảng A diễn ra tại Bắc Ninh:
5 đội nam: TP. Hồ Chí Minh, Tràng An Ninh Bình, Thể Công, Hà Nội & XSKT Vĩnh Long.
5 đội nữ: Thông tin LVPB, Truyền hình Vĩnh Long, Đắk Lắk, Hải Dương & Kinh Bắc Bắc Ninh.
Bảng B diễn ra tại Hà Tĩnh:
5 đội nam: Sanest Khánh Hòa, Biên Phòng, Long An, Hà Tĩnh và VLXD Bình Dương.
5 đội nữ: VTV Bình Điền Long An, Ngân hàng Công Thương, Thanh Hóa, Than Quảng Ninh & HCĐG Hà Nội.
- Cách tính điểm: Trận thắng cuộc với tỉ số chung cuộc là 3-0 hay là 3-1: Đội thắng cuộc ghi cho mình 3 điểm & đội thua cuộc mất điểm. Trận thắng với tỉ số là 3-2: Đội thắng cuộc ghi cho mình 2 điểm, đội thua cuộc ghi cho mình 1 điểm. Bỏ cuộc: Mất điểm.
- Xếp hạng: CLB có được nhiều trận thắng nhất xếp trên. Nếu hai hay nhiều đội có tổng số trận thắng bằng nhau thì đội nào có tổng số điểm nhiều hơn thì xếp trên. Trong trường hợp hai hay nhiều đội có tổng số điểm bằng nhau thì đội nào có tỷ số "tổng hiệp thắng/tổng hiệp thua" lớn hơn đội đó xếp trên. Nếu tỷ số "tổng hiệp thắng/tổng hiệp thua" vẫn bằng nhau thì đội nào có "tổng quả thắng/tổng quả thua" lớn hơn sẽ xếp trên. Nếu tỷ số "tổng quả thắng/tổng quả thua" vẫn bằng nhau thì đội nào thắng trong trận đấu giữa 2 đội ở vòng 2 xếp trên.

Sau vòng 1, các đội xếp ở vị trí 1, 3 & 5 của 2 bảng A và B sẽ lần lượt nhóm lại với các đội xếp hạng 2 & 4 ở bảng bên kia để tạo thành bảng đấu C & D. Các đội sẽ tiếp tục thi đấu vòng tròn một lượt tính điểm, sau đó cộng tổng thành tích hai vòng bảng để tìm ra những cái tên lọt vào Vòng Chung kết xếp hạng. Các đội nhất, nhì của bảng C & D (nam và nữ) thi đấu bán kết (nhất C gặp nhì D và nhất D gặp nhì C). Hai đội thắng bán kết tranh nhất nhì, hai đội thua ở bán kết tranh hạng ba. Các đội xếp hạng 3 của hai bảng C, D thi đấu xếp hạng 5 & 6. Các đội thứ 4 & 5 của hai bảng C & D đấu chéo chia hạng 7,8,9 & 10.
Kết thúc vòng 1, ở nội dung của nam bốn cái tên nhất nhì là Tràng An Ninh Bình (nhất bảng A), TP. Hồ Chí Minh (nhì bảng A) và Sanest Khánh Hòa (nhất bảng B), Biên Phòng (nhì bảng B). Ở nội dung của nữ bốn cái tên nhất nhì là Thông tin LVPB (nhất bảng A), Kinh Bắc Bắc Ninh (nhì bảng A), HCĐG Hà Nội (nhất bảng B) và Ngân hàng Công Thương (nhì bảng B). Tất cả những đội bóng trên đều không tham dự cúp Hùng Vương bởi giải đấu đã không được tổ chức do ảnh hưởng dịch COVID-19. Thứ hạng của các bảng được xác định thứ hạng theo thứ tự từ 1 – 5 như sau: Nam bảng A: Tràng An Ninh Bình, TP. Hồ Chí Minh, Thể Công, XSKT Vĩnh Long và Hà Nội; Nam bảng B: Sanest Khánh Hòa, Biên Phòng, Hà Tĩnh, VLXD Bình Dương và Long An; Nữ bảng A: Thông tin LVPB, Kinh Bắc Bắc Ninh, Đắk Lắk, Truyền hình Vĩnh Long và Hải Dương; Nữ bảng B: HCĐG Hà Nội, Ngân hàng Công Thương, VTV Bình Điền Long An, Than Quảng Ninh và Thanh Hóa.
Xếp lại bảng đấu tại vòng 2
Bảng C diễn ra tại Đắk Lắk:
5 đội nam: Tràng An Ninh Bình, Biên Phòng, Thể Công, VLXD Bình Dương, Hà Nội.
5 đội nữ: Thông tin LVPB, Ngân hàng Công Thương, Đắk Lắk, Than Quảng Ninh, Hải Dương.
Bảng D diễn ra tại Khánh Hòa:
5 đội nam: Sanest Khánh Hòa, TP. Hồ Chí Minh, Hà Tĩnh, XSKT Vĩnh Long, Long An.
5 đội nữ: HCĐG Hà Nội, Kinh Bắc Bắc Ninh, VTV Bình Điền Long An, Truyền hình Vĩnh Long, Hải Tiến Thanh Hóa.
Kết quả Giải bóng chuyền vô địch quốc gia 2020 đã xác định những cái tên thi đấu vòng bán kết, với 4 đội thi đấu: Biên Phòng (nhì bảng C) gặp Sanest Khánh Hòa (nhất bảng D); Tràng An Ninh Bình (nhất bảng C) gặp TP. Hồ Chí Minh (nhì bảng D). Ở nội dung của nữ Thông tin LVPB (nhất bảng C) gặp Kinh Bắc Bắc Ninh (nhì bảng D) và Ngân hàng Công Thương (nhì bảng C) gặp HCĐG Hà Nội (nhất bảng D).
Với chiến thắng 3-1 trước Kinh Bắc Bắc Ninh, Thông tin LVPB đã có lần thứ 16 bước vào trận chung kết của giải bóng chuyền nữ VĐQG. Đối đầu với thày trò HLV Bùi Huy Sơn là CLB được coi là lính mới HCĐG Hà Nội, đội bóng đã giành chiến thắng 3-2 trước Ngân hàng Công Thương. Ở nội dung bán kết của nam, Sanest Khánh Hòa tiếp tục gặp lại TP. Hồ Chí Minh khi hai đội bóng lần lượt vượt qua Biên Phòng và Tràng An Ninh Bình.
Thắng chung cuộc 3-1 trước HCĐG Hà Nội ở trận chung kết, Thông tin LVPB đã nối dài chiến tích vô tiền khoáng hậu của mình khi giành được chức vô địch quốc gia thứ 11 kể từ năm 2004. Tại trận chung kết bảng nam tại Nha Trang, chủ nhà Sanest Khánh Hòa với dàn cầu thủ hùng hậu đã đòi lại được "món nợ" trận chung kết mùa giải 2019 trước chính TP. Hồ Chí Minh. Nữ Kinh Bắc Bắc Ninh và nam Tràng An Ninh Bình cùng xếp hạng Ba sau khi vượt qua Ngân hàng Công Thương và Biên Phòng ở trận tranh HCĐ.
Các giải thưởng các nhân: VĐV tấn công xuất sắc nhất thuộc về Từ Thanh Thuận (Sanest Khánh Hòa), libero xuất sắc nhất thuộc về Huỳnh Trung Trực (Sanest Khánh Hòa) và chuyền hai xuất sắc nhất thuộc về Đinh Văn Tú (TP. Hồ Chí Minh). 3 danh hiệu cá nhân nữ xuất sắc nhất thuộc về Đinh Thị Thúy (Kinh Bắc Bắc Ninh, chủ công), Nguyễn Linh Chi (Thông tin LVPB, chuyền hai) và Lê Thị Thanh Liên (HCĐG Hà Nội, libero).
Xếp hạng chung cuộc các đội theo thứ tự từ 1 đến 10 như sau:
- Nam: Sanest Khánh Hòa, TP. Hồ Chí Minh, Tràng An Ninh Bình, Biên Phòng, Thể Công, Hà Tĩnh, Long An, VLXD Bình Dương, Hà Nội, XSKT Vĩnh Long.
- Nữ: Thông tin LVPB, HCĐG Hà Nội, Kinh Bắc Bắc Ninh, Ngân hàng Công Thương, VTV Bình Điền Long An, Than Quảng Ninh, Đắk Lắk, Truyền hình Vĩnh Long, Hải Tiến Thanh Hóa, Hải Dương.

### Mùa giải 2019
Giải bóng chuyền VĐQG 2019 diễn ra từ ngày 03 tới 07/04/2019 chia ra làm 2 bảng được thi đấu ở hai địa điểm. Bảng A các đội bóng sẽ thi đấu ở Bắc Ninh và bảng B tổ chức tại Ninh Bình. Các đội chỉ thi đấu một lượt vòng tròn tính điểm và chọn ra hai đội nhất, nhì bảng A và B (nam, nữ) để thi đấu vòng chung kết và Giải bóng chuyền cúp Hùng Vương. Vòng chung kết và xếp hạng được diễn ra vào tháng 9/2019 tại Long An và Bạc Liêu.
Bảng A diễn ra tại Bắc Ninh:
5 đội nam: TP. Hồ Chí Minh, Biên Phòng, Sanest Khánh Hòa, Hà Tĩnh, XSKT Vĩnh Long.
5 đội nữ: VTV Bình Điền Long An, Ngân hàng Công Thương, Mikado Thái Bình, HCĐG Hà Nội và Kinh Bắc Bắc Ninh.
Bảng B diễn ra tại Ninh Bình:
5 đội nam: Thể Công, Tràng An Ninh Bình, Long An, Bến Tre, VLXD Bình Dương
5 đội nữ: Thông tin LVPB, Tiến Nông Thanh Hóa, Đắk Lắk, Kingphar Quảng Ninh, Truyền hình Vĩnh Long
Vòng chung kết & xếp hạng diễn ra tại Long An và Bạc Liêu.
- Cách tính điểm: Trận thắng với tỷ số (3-0 hoặc 3-1): đội thắng được 3 điểm, đội thua được 0 điểm. Trận thắng với tỷ số (3-2): đội thắng được 2 điểm, đội thua được 1 điểm. Bỏ cuộc: 0 điểm.
- Xếp hạng: Đội có nhiều trận thắng nhất xếp trên. Nếu hai hay nhiều đội có tổng số trận thắng bằng nhau thì Đội nào có tổng số điểm nhiều hơn thì xếp trên. Trong trường hợp hai hay nhiều đội có tổng số điểm bằng nhau thì đội nào có tỷ số "tổng hiệp thắng/tổng hiệp thua" lớn hơn đội đó xếp trên. Nếu tỷ số "tổng hiệp thắng/tổng hiệp thua" vẫn bằng nhau thì đội nào có "tổng quả thắng/tổng quả thua" lớn hơn sẽ xếp trên. Nếu tỷ số "tổng quả thắng/tổng quả thua" vẫn bằng nhau thì đội nào thắng trong trận đấu giữa 02 đội ở vòng II xếp trên.

Sau khi vòng 1 khép lại, các đội xếp ở vị trí 1, 3 và 5 của bảng A và B sẽ lần lượt nhóm lại với các đội xếp hạng 2 và 4 ở bảng B và A để tạo thành bảng C và D. Các đội sẽ tiếp tục thi đấu vòng tròn một lượt tính điểm, sau đó cộng tổng thành tích ở hai vòng bảng để tìm ra những cái tên lọt vào vòng chung kết. Tại vòng chung kết và xếp hạng, các đội nhất, nhì của bảng C, D (nam, nữ) thi đấu bán kết (nhất C gặp nhì D và nhất D gặp nhì C). Hai đội thắng bán kết tranh nhất nhì, hai đội thua ở bán kết tranh hạng ba. Các đội xếp hạng 3 của hai bảng C, D thi đấu xếp hạng 5, 6. Các đội thứ 4, 5 của hai bảng C, D đấu chéo chia hạng 7, 8, 9 và 10.
Kết thúc vòng 1, Sanest Khánh Hòa (nhất bảng A), TP. Hồ Chí Minh (nhì bảng A) và Tràng An Ninh Bình (nhất bảng B), VLXD Bình Dương (nhì bảng B) ở bảng B tham dự cúp Hùng Vương. Ở nội dung của nữ bốn cái tên tham dự cúp Hùng Vương là VTV Bình Điền Long An (nhất bảng A), Ngân hàng Công Thương (nhì bảng A), Thông tin LVPB (nhất bảng B) và Kingphar Quảng Ninh (nhì bảng B).
Xếp lại bảng đấu tại vòng 2
Bảng C diễn ra tại Long An:
5 đội nam: Sanest Khánh Hòa, VLXD Bình Dương, Biên Phòng, Long An, XSKT Vĩnh Long.
5 đội nữ: VTV Bình Điền Long An, Kingphar Quảng Ninh, Kinh Bắc Bắc Ninh, Tiến Nông Thanh Hóa, Mikado Thái Bình.
Bảng D diễn ra tại Bạc Liêu:
5 đội nam: Tràng An Ninh Bình, TP. Hồ Chí Minh, Thể Công, Hà Tĩnh, Bến Tre;
5 đội nữ: Thông tin LVPB, Ngân hàng Công thương, Truyền hình Vĩnh Long, HCĐG Hà Nội, Đắk Lắk.
Kết quả Giải bóng chuyền vô địch quốc gia 2019 đã xác định những cái tên thi đấu vòng bán kết, với 4 đội thi đấu: Sanest Khánh Hòa (nhất bảng C) gặp Tràng An Ninh Bình (nhì bảng D); VLXD Bình Dương (nhì bảng C) gặp TP. Hồ Chí Minh (nhất bảng D). Ở nội dung của nữ VTV Bình Điền Long An (nhất bảng C) gặp Ngân hàng Công Thương (nhì bảng D) và Kinh Bắc Bắc Ninh (nhì bảng C) gặp Thông tin LVPB (nhất bảng D).
Với chiến thắng 3-0 trước Kinh Bắc Bắc Ninh, Thông tin LVPB đã có lần thứ 15 bước vào trận chung kết của giải bóng chuyền nữ VĐQG. Đối đầu với thày trò HLV Bùi Huy Sơn là CLB Ngân hàng Công Thương, đội bóng đã biến VTV Bình Điền Long An trở thành các nhà cựu vô địch với chiến thắng 3-0 ở trận bán kết còn lại. Ở nội dung bán kết của nam, Sanest Khánh Hòa đối đầu với TP. Hồ Chí Minh ở chung kết khi hai đội bóng lần lượt vượt qua Tràng An Ninh Bình và VLXD Bình Dương ở bán kết.
Thắng chung cuộc 3-1 trước Ngân hàng Công Thương ở trận chung kết, Thông tin LVPB đã giành được chức vô địch quốc gia thứ 10 trong lịch sử sau 3 mùa giải lỡ hẹn. Tại trận chung kết bảng nam tại Bạc Liêu, TP. Hồ Chí Minh đã đánh bại Sanest Khánh Hòa, qua đó trở thành đội bóng chuyền nam đầu tiên trong lịch sử bảo vệ thành công chức vô địch quốc gia khi mà họ cũng đã vô địch mùa giải 2018 trước đó. Nữ Kinh Bắc Bắc Ninh và nam Tràng An Ninh Bình cùng xếp hạng Ba sau khi vượt qua VTV Bình Điền Long An và VLXD Bình Dương ở trận tranh HCĐ.
Ban tổ chức cũng trao giải vận động viên tấn công xuất sắc cho Nguyễn Văn Hạnh (TP. Hồ Chí Minh); vận động viên phòng thủ xuất sắc cho Nguyễn Văn Sang (TP. Hồ Chí Minh), giải chuyền hai xuất sắc cho Đinh Văn Tú (TP. Hồ Chí Minh). Ở nội dung của nữ, vận động viên Hoàng Thị Kiều Trinh (Thông tin LVPB) được nhận danh hiệu vận động viên tấn công xuất sắc nhất, Âu Hồng Nhung (Thông tin LVPB) là vận động viên phòng thủ tốt nhất còn Nguyễn Thu Hoài (Ngân hàng Công Thương) vượt qua nhiều vận động viên khác có được danh hiệu vận động viên chuyền hai xuất sắc nhất.

### Mùa giải 2018
Giải bóng chuyền VĐQG 2018 diễn ra từ ngày 14 tới 20/4/2018 chia ra làm 2 bảng được thi đấu ở hai địa điểm. Bảng A các đội bóng sẽ thi đấu ở Hải Dương và bảng B tổ chức tại Gia Lâm - Hà Nội. Các đội chỉ thi đấu một lượt vòng tròn tính điểm và chọn ra hai đội nhất, nhì bảng A và B (nam, nữ) để thi đấu vòng chung kết và Giải bóng chuyền cúp Hùng Vương. Vòng chung kết và xếp hạng được diễn ra từ ngày 25 đến 28/12/2018.
Bảng A diễn ra tại Hải Dương:
5 đội nam: Thể Công, Biên phòng, Long An, Quân khu 4 và Bến Tre
5 đội nữ: Thông tin Lienvietpostbank, Tiến Nông Thanh Hóa, Thái Bình, Đắk Lắk và chủ nhà Hải Dương
Bảng B (Lượt đi tại Hà Nội)
5 đội nam: Tràng An Ninh Bình, Hà Tĩnh, Sanest Khánh Hòa, Xổ số kiến thiết Vĩnh Long, TP Hồ Chí Minh
5 đội nữ: Hóa chất Đức Giang Hà Nội, Truyền hình Vĩnh Long, VTV Bình Điền Long An, Ngân hàng Công thương Việt Nam, Kingphar Quảng Ninh
Vòng chung kết & xếp hạng diễn ra tại Đăk Lăk.
- Cách tính điểm: Trận thắng với tỷ số (3-0 hoặc 3-1): đội thắng được 3 điểm, đội thua được 0 điểm. Trận thắng với tỷ số (3-2): đội thắng được 2 điểm, đội thua được 1 điểm. Bỏ cuộc: 0 điểm.
- Xếp hạng: Đội có nhiều trận thắng nhất xếp trên. Nếu hai hay nhiều đội có tổng số trận thắng bằng nhau thì Đội nào có tổng số điểm nhiều hơn thì xếp trên. Trong trường hợp hai hay nhiều đội có tổng số điểm bằng nhau thì đội nào có tỷ số "tổng hiệp thắng/tổng hiệp thua" lớn hơn đội đó xếp trên. Nếu tỷ số "tổng hiệp thắng/tổng hiệp thua" vẫn bằng nhau thì đội nào có "tổng quả thắng/tổng quả thua" lớn hơn sẽ xếp trên. Nếu tỷ số "tổng quả thắng/tổng quả thua" vẫn bằng nhau thì đội nào thắng trong trận đấu giữa 02 đội ở vòng II xếp trên.

Các đội dự Cúp Hùng Vương và vòng chung kết năm (8 đội bóng mạnh nhất 2 bảng A - B)
- Nữ: Thanh Hóa, Thông tin, BĐ Long An, NH Công Thương
- Nam: Thành phố Hồ Chí Minh, Biên phòng, Ninh Bình, Thể Công

1. Cúp Hùng Vương diễn ra từ 24-27/4 (Trực tiếp Thể thao TV): Ninh Bình thắng Thể Công, Biên phòng thắng Thành phố Hồ Chí Minh. Kết quả Ninh Bình vô địch.
2. Vòng chung kết (1-4) và xếp hạng 7-10 diễn ra vào cuối năm. Ninh Bình thua Thể Công, Biên phòng thua Thành phố Hồ Chí Minh. Kết quả Thành phố Hồ Chí Minh vô địch.
3. Thứ hạng 5-6 đã được xác định: Nữ: Hạng 5 Thái Bình, Hạng 6 Quảng Ninh; Nam: Hạng 5 Long An, hạng 6 Khánh Hòa

Các đội đi dự xếp hạng 7-10: Nữ: TH Vĩnh Long, Đăk Lăk, HCĐG Hà Nội, Hải Dương; Nam: Hà Tĩnh, Vĩnh Long, Bến Tre, Quân khu 4

### Mùa giải 2017
24 đội bóng mạnh nhất quốc gia gồm 12 đội nam và 12 đội nữ sẽ tham dự Giải Bóng chuyền vô địch quốc gia PV Oil 2017. Giải thi đấu 2 vòng. vòng I sẽ tiến hành từ ngày 25/3 đến ngày 01/4/2017 tại hai địa điểm: Nhà Thi đấu Nam Định (bảng A) và Nhà Thi đấu Thái Bình (bảng B). Sau đó các đội nam nữ nhất, nhì hai bảng sẽ di chuyển về Phú Thọ để thi đấu vòng chung kết Cúp Hùng Vương nhân dịp Giỗ Tổ Hùng Vương hàng năm.
Bảng A (Lượt đi tại Nam Định, lượt về tại Tây Ninh):
6 đội nam: Thể Công, Biên phòng, Becamex Quân đoàn 4, Long An, Công an TP. Hồ Chí Minh, VLXD Bình Dương
6 đội nữ: Thông tin Liên Việt Postbank, VTV Bình Điền Long An, Quảng Ninh, Vĩnh Phúc, nữ TP. Hồ Chí Minh, Hóa chất Đức Giang Hà Nội
Bảng B (Lượt đi tại Thái Bình, lượt về tại Đăk Lăk):
6 đội nam: Sanest Khánh Hòa, Maseco TP. Hồ Chí Minh, Tràng An Ninh Bình, Hà Tĩnh, XSKT Vĩnh Long, Quân khu 4
6 đội nữ: Ngân hàng Công thương, TN Thanh Hóa, PVD Thái Bình, Truyền hình Vĩnh Long, Hải Dương, Đắk Lắk
- Cách tính điểm: Trận thắng với tỷ số (3-0 hoặc 3-1): đội thắng được 3 điểm, đội thua được 0 điểm. Trận thắng với tỷ số (3-2): đội thắng được 2 điểm, đội thua được 1 điểm. Bỏ cuộc: 0 điểm.
- Xếp hạng: Đội có nhiều trận thắng nhất xếp trên. Nếu hai hay nhiều đội có tổng số trận thắng bằng nhau thì Đội nào có tổng số điểm nhiều hơn thì xếp trên. Trong trường hợp hai hay nhiều đội có tổng số điểm bằng nhau thì đội nào có tỷ số "tổng hiệp thắng/tổng hiệp thua" lớn hơn đội đó xếp trên. Nếu tỷ số "tổng hiệp thắng/tổng hiệp thua" vẫn bằng nhau thì đội nào có "tổng quả thắng/tổng quả thua" lớn hơn sẽ xếp trên. Nếu tỷ số "tổng quả thắng/tổng quả thua" vẫn bằng nhau thì đội nào thắng trong trận đấu giữa 02 đội ở vòng II xếp trên.

Sau vòng 1, 4 đội Nam lọt vào thi đấu cúp Hùng Vương là Quân đoàn 4, Thể Công, Sanet Khánh Hòa và Tràng An Ninh Bình; 4 đội nữ gồm VTV Bình Điền Long An, Thông tin Liên Việt Post Bank, Ngân hàng Công Thương và PVD Thái Bình diễn ra từ ngày 5-8/4/2017. Kết quả Cúp Hùng Vương 2017 Nam: nhất Sanet Khánh Hòa, nhì Quân đoàn 4, ba Thể Công và bốn Tràng An Ninh Bình. Ở giải nữ nhất Ngân hàng Công Thương, nhì Bình Điền Long An, ba Thông tin Liên Việt Post Bank và bốn PVD Thái Bình.
Sau vòng 2, các đội nam lọt vào vòng chung kết gồm: Sanest Khánh Hòa, Tràng An Ninh Bình, Thể Công, Becamex Quân đoàn 4. Các đội nữ lọt vào vòng chung kết gồm: Ngân hàng Công thương, PVD Thái Bình, Thông tin Liên Việt Postbank, VTV Bình Điền Long An. Bất ngờ nhất ở vòng này là đương kim vô địch Ngân hàng Công thương bị Thông tin Liên Việt Postbank đánh bại phải đi tranh hạng ba. Ở trận tranh hạng ba Nam, Tràng An Ninh Bình cũng vượt qua Quân đoàn 4.
Tại trận chung kết, Vượt qua các đối thủ "rắn mặt" Thông tin LVPB và Thể Công, 2 đội bóng VTV Bình Điền Long An cùng Sanest Khánh Hòa đã lên ngôi vô địch Giải bóng chuyền VĐQG năm 2017.

### Mùa giải 2016
21 đội bóng mạnh nhất quốc gia gồm 11 đội nam và 10 đội nữ sẽ tham dự Giải Bóng chuyền vô địch quốc gia PV Oil 2016. Giải thi đấu 2 vòng. vòng I sẽ tiến hành từ ngày 02/4 đến ngày 09/4/2016 tại hai địa điểm: Nhà Thi đấu Yên Bái (bảng A) và Nhà Thi đấu Hải Dương (bảng B). Sau đó các đội nam nữ nhất, nhì hai bảng sẽ di chuyển về Phú Thọ để thi đấu vòng chung kết Cúp Hùng Vương từ ngày 14/4 đến 17/4/2016 nhân dịp Giỗ Tổ Hùng Vương hàng năm. Vòng 2 sẽ được tổ chức từ ngày 04/12 đến 11/12/2016 tại Hà Tĩnh và Khánh Hòa. Chung kết nữ, xếp hạng nam (tại Hà Tĩnh); Chung kết nam, xếp hạng nữ (tại Khánh Hòa) từ ngày 15/12 đến 18/12/2016.
Bảng A (Lượt đi tại Yên Bái, lượt về tại Khánh Hòa):
5 đội nam: Sanet Khánh Hòa, Quân đoàn 4 - Becamex, Long An, Thể Công BĐ15, Bến Tre
5 đội nữ: Ngân hàng Công thương, VTV Bình Điền Long An, Nữ Thành phố Hồ Chí Minh, Vĩnh Phúc, Quảng Ninh
Bảng B (Lượt đi tại Hải Dương, lượt về tại Hà Tĩnh):
6 đội nam: Maseco Thành phố Hồ Chí Minh, XSKT Vĩnh Long, Biên phòng, Tràng An Ninh Bình, Hà Tĩnh, Công an Thành phố Hồ Chí Minh
5 đội nữ: Thông tin Liên Việt Postbank, Tiến Nông Thanh Hóa, PVD Thái Bình, Rudico Hải Dương, Truyền hình Vĩnh Long
- Cách tính điểm: Trận thắng với tỷ số (3-0 hoặc 3-1): đội thắng được 3 điểm, đội thua được 0 điểm. Trận thắng với tỷ số (3-2): đội thắng được 2 điểm, đội thua được 1 điểm. Bỏ cuộc: 0 điểm.
- Xếp hạng: Đội có nhiều trận thắng nhất xếp trên. Nếu hai hay nhiều đội có tổng số trận thắng bằng nhau thì Đội nào có tổng số điểm nhiều hơn thì xếp trên. Trong trường hợp hai hay nhiều đội có tổng số điểm bằng nhau thì đội nào có tỷ số "tổng hiệp thắng/tổng hiệp thua" lớn hơn đội đó xếp trên. Nếu tỷ số "tổng hiệp thắng/tổng hiệp thua" vẫn bằng nhau thì đội nào có "tổng quả thắng/tổng quả thua" lớn hơn sẽ xếp trên. Nếu tỷ số "tổng quả thắng/tổng quả thua" vẫn bằng nhau thì đội nào thắng trong trận đấu giữa 02 đội ở vòng II xếp trên.

Sau vòng 1, 4 đội Nam lọt vào thi đấu cúp Hùng Vương là Sanest Khánh Hòa, Biên phòng, Thể công Binh đoàn 15 và Tràng An Ninh Bình; 4 đội nữ gồm Ngân hàng Công Thương, Thông tin Liên Việt Post Bank, VTV Bình Điền Long An và Tiến Nông Thanh Hóa. Kết quả lượt đi như sau: Nội dung Nữ: Nhất- Ngân hàng Công Thương, Nhì- Thông tin Liên Việt Post Bank, Ba- VTV Bình Điền Long An, Bốn- Tiến Nông Thanh Hóa. Nội dung Nam: Nhất- Sanest Khánh Hòa, Nhì- Biên phòng, Ba- Thể công Binh đoàn 15, Bốn- Tràng An Ninh Bình.
Tại vòng 2, 7/8 đội lọt vào vòng chung kết 1 tiếp tục thi đấu xuất sắc để vào vòng chung kết năm duy có vị trí của Tràng An Ninh Bình đã được thay thế bởi Maseco Thành phố Hồ Chí Minh. Kết quả chung cuộc: Nội dung Nữ: Nhất- Ngân hàng Công Thương, Nhì- Thông tin Liên Việt Post Bank, Ba- VTV Bình Điền Long An, Bốn- Tiến Nông Thanh Hóa. Nội dung Nam: Nhất- Thể công Binh đoàn 15, Nhì- Sanest Khánh Hòa, Ba- Biên phòng, Bốn- Maseco Thành phố Hồ Chí Minh.

### Mùa giải 2015
22 đội bóng mạnh nhất quốc gia gồm 11 đội nam (Quân khu 5 rút lui) và 11 đội nữ sẽ tham dự Giải Bóng chuyền vô địch quốc gia PV Oil 2015. Giải thi đấu 2 vòng. vòng I sẽ tiến hành từ ngày 12 đến ngày 19/4 tại hai địa điểm: Nhà Thi đấu Phú Thọ (bảng A) và Nhà Thi đấu đa năng Thái Bình (bảng B). Sau đó các đội nam nữ nhất, nhì hai bảng sẽ di chuyển về Phú Thọ để thi đấu vòng chung kết Cúp Hùng Vương từ ngày 24 đến ngày 27/4 nhân dịp Giỗ Tổ Hùng Vương hàng năm. Vòng 2 và các vòng chung kết – vòng giữ hạng nam nữ sẽ được tổ chức từ ngày 14 đến 28/11 tại TP Hồ Chí Minh và một địa phương thuộc phía Nam.
Bảng A (Lượt đi tại Phú Thọ, lượt về tại Thành phố Hồ Chí Minh):
6 đội nam: Maseco Thành phố Hồ Chí Minh; Bộ Tư lệnh Biên phòng; Đức Long Gia Lai; Quân đoàn 4; Long An; Bến Tre
6 đội nữ: Giấy Bãi Bằng; Tân Bình Thành phố Hồ Chí Minh; Thông tin Liên Việt Postbank; Tiến Nông Thanh Hóa; Rudico Hải Dương; Vĩnh Phúc.
Bảng B (Lượt đi tại Thái Bình, lượt về tại Khánh Hòa):
5 đội nam: Sanest Khánh Hòa; Thể Công Binh đoàn 15; XSKT Vĩnh Long; Tràng An Ninh Bình; Quân khu 4.
6 đội nữ: Tập đoàn Cao su Bình Phước; VTV Bình Điền Long An, NHTMCP Công thương VN; Phòng không Không quân; PVD Thái Bình; Hòa Phát Hưng Yên
Sau loạt trận cuối cùng của giai đoạn 1 giải bóng chuyền vô địch quốc gia 2015 ngày 19/4 đã xác định được các đại diện góp mặt tại giải bóng chuyền cúp Hùng Vương năm 2015 ở nội dung Nam là Maseco Thành phố Hồ Chí Minh, Quân đoàn 4 ở bảng A; Xổ Số Kiến Thiết Vĩnh Long và Tràng An Ninh Bình ở bảng B. Ở nội dung nữ là các đội: Thông tin Liên Việt PostBank, Tiến Nông Thanh Hóa ở bảng A; VTV Bình Điền Long An và Ngân hàng Công Thương ở bảng B. Tại Cúp Hùng Vương chung kết lượt đi, 2 đội Vô địch là nam Maseco Thành phố Hồ Chí Minh và nữ VTV Bình Điền Long An. Hai đội á quân là Vĩnh Long và Thông tin Liên Việt PostBank.
Tại vòng chung kết năm, Thông tin Liên Việt Post Bank bảo vệ thành công ngôi vô địch nữ sau khi thắng Ngân hàng Công Thương với tỉ số 3-0 trong trận chung kết diễn ra tối 27-11 tại Khánh Hòa. Xếp hạng 3 là Bình Điền Long An, đội thắng 3-0 trước Tiến Nông Thanh Hóa. Ngược dòng đánh bại Sanest Khánh Hòa 3-2 (23-25, 23-25, 25-21, 25-21, 15-9) tối 28/11, đội bóng chuyền nam Maseco Thành phố Hồ Chí Minh đã lên ngôi vô địch quốc gia 2015. Ngoài danh hiệu tập thể, phụ công Nguyễn Hoàng Thương của Thành phố Hồ Chí Minh nhận danh hiệu VĐV xuât sắc toàn diện. Còn Thành Đạt của Sanest Khánh Hòa được bầu là chuyền 2 hay nhất giải.
Kết quả VCK và phân hạng giải bóng chuyền vô địch quốc gia 2015:
Nôi dung của nữ: Vô địch: Thông tin Liên Việt Postbank; Á quân: Ngân hàng Công thương; Ba: VTV Bình Điền Long An; Tư: Tiến Nông Thanh Hóa; Trụ hạng: Hòa Phát Hưng Yên và Rudico Hải Dương; Xuống hạng: Giấy Bãi Bằng, Phòng không Không quân
Nội dung của nam: Vô địch: Maseco Thành phố Hồ Chí Minh; Á quân: Sanest Khánh Hòa; Ba: XSKT Vĩnh Long; Tư: Quân đoàn 4 Becamex; Trụ hạng: Bến Tre, Đức Long Gia Lai; Xuống hạng: Quân khu 4

### Mùa giải 2014
22 đội bóng mạnh nhất quốc gia (12 đội nam, 10 đội nữ) vào tham dự Giải Bóng chuyền vô địch quốc gia PV Oil 2014. Giải thi đấu 1 vòng và chia làm 2 giai đoạn (đấu loại và chung kết). Thời gian thi đấu từ ngày 8 – 23/7 tại hai tỉnh Bình Dương và Bạc Liêu. Do chỉ có 10 đội nữ dự giải nên Liên đoàn bóng chuyền Việt Nam đã thông báo không có đội xuống hạng.
Bảng A (tại Bình Dương):
6 đội nam: Quân đoàn IV, Thể Công Binh Đoàn 15, Maseco Thành phố Hồ Chí Minh, Sanest Khánh Hòa, Long An, Quân khu IX
5 đội nữ: Cao su Phú Riềng, Thông tin Liên Việt Post Bank, VTV Bình Điền Long An, Giấy Bãi Bằng, Hải Dương
Bảng B (tại Bạc Liêu):
6 đội nam: XSKT Vĩnh Long, Đức Long Gia Lai, Tràng An Ninh Bình, Biên phòng, Công an Phú Thọ, Quân khu V.
5 đội nữ: PVD Thái Bình, Ngân hàng Công Thương, Tiến Nông Thanh Hóa, Tân Bình Thành phố Hồ Chí Minh, Phòng không Không quân.
Kết thúc giải đấu, đội giành giải nhất (nam, nữ) sẽ nhận được 100 triệu đồng của nhà tài trợ PV Oil, đội về vị trí thứ hai nhận được 70 triệu đồng, đội đứng thứ ba nhận được 30 triệu đồng và đội giành giải khuyến khích nhận 10 triệu đồng.

### Mùa giải 2013
Bảng A (tại Phú Thọ, lượt về tại Hà Tĩnh):
6 đội nam: Sanest Khánh Hòa, Công an Phú Thọ, Quân đoàn 4, Maseco Thành phố Hồ Chí Minh, Vĩnh Long, Tràng An Ninh Bình
6 đội nữ: VTV Bình Điền Long An, Giấy Bãi Bằng, Quảng Ninh, Thông tin Liên Việt Post Bank, Tiến Nông Thanh Hóa, Truyền hình Vĩnh Long.
Bảng B (tại Yên Bái,lượt về tại Bắc Ninh):
6 đội nam: Thể công Binh đoàn 15, Tập đoàn Dầu khí quốc gia, Đức Long Gia Lai, Long An, Sacombank Biên phòng, Công an Thành phố Hồ Chí Minh
6 đội nữ: Cao su Phú Riềng, Ngân hàng Công Thương, Vietsovpetro, Tân Bình - Thành phố Hồ Chí Minh, PVD Thái Bình, Bia Saigon - Thái Bình Dương.
Vòng một giải bóng chuyền vô địch quốc gia 2013 thi đấu từ ngày 4 đến 11/4 với sự tham dự của 12 đội nam (chia hai bảng) và 12 đội nữ (chia hai bảng) tại Phú Thọ và Yên Bái. Các đội bóng thi đấu vòng tròn tính điểm, chọn ra 4 đội nam và 4 đội nữ xếp nhất, nhì mỗi bảng dự tranh Cúp Hùng Vương 2013 tại Phú Thọ cũng trong tháng 4.
Trước mùa giải, các đội đã tham dự Cúp bóng chuyền Hoa Lư tại nhà thi đấu Ninh Bình. Sau ba ngày thi đấu, giải đã kết thúc với ngôi vô địch thuộc về hai đội Tràng An Ninh Bình (nam) và Thông tin Liên Việt (nữ).
Kết thúc vòng 1, các đội tham gia cúp Hùng Vương có 8 đội mạnh, bao gồm 4 đội nam là: Tràng An Ninh Bình, Thể Công- Binh đoàn 15, Maseco T.P Hồ Chí Minh và Đức Long Gia Lai; 4 đội nữ gồm: Thông tin LienvietPostBank, Ngân hàng Công thương, Vietsov Petro và Tiến Nông Thanh Hoá. Không có bất ngờ khi Tràng An Ninh Bình và Thông tin LienvietPostBank là 2 đội đoạt cúp Hùng Vương. Thứ tự còn lại ở bảng nam là: Đức Long Gia Lai, Thể Công- Binh đoàn 15, Maseco T.P Hồ Chí Minh; ở bảng nữ là: Ngân hàng Công thương, Vietsov Petro và Tiến Nông Thanh Hoá.
Vòng 2 và chung kết xếp hạng được tổ chức như sau: bảng A và chung kết nam, xếp hạng nữ sẽ diễn ra tại Nhà thi đấu thành phố Bắc Ninh, tỉnh Bắc Ninh; bảng B và chung kết nữ, xếp hạng nam tại Nhà thi đấu thành phố Hà Tĩnh, tỉnh Hà Tĩnh. Giai đoạn 1 khởi tranh từ (5/10) đến 12/10 và giai đoạn 2 diễn ra trong các ngày từ 17- 20/10. Với sự xuất sắc vượt trội, Thể Công Binh Đoàn 15 và Đức Long Gia Lai (bảng B) đã vượt qua Maseco Thành phố Hồ Chí Minh và nhà đương kim vô địch Tràng An Ninh Bình (bảng A) để góp mặt ở trận chung kết.

### Mùa giải 2012
Bảng A (tại Quảng Ninh, lượt về tại TP. Hồ Chí Minh):
6 đội nam: Sacombank Biên phòng,Thể Công, Quân khu 9, Quân đoàn 4, Maseco Thành phố Hồ Chí Minh, Tràng An Ninh Bình
6 đội nữ: Quảng Ninh, Truyền hình Vĩnh Long, VTV Bình Điền Long An, PV Oil Thái Bình, Tiến nông Thanh Hóa, Xây lắp Dầu khí Thái Bình Dương
Bảng B (tại Hải Dương, lượt về tại Đắk Lắk):
6 đội nam: Sanet Khánh Hòa, Long An, Tập đoàn Dầu khí, Quân khu 5, Công an Phú Thọ, Đức Long Gia Lai
6 đội nữ: Lilama Hải Dương, Phòng không Không Quân, Thông tin LienvietPostBank, Ngân hàng Công Thương, Vietso Petro, Cao su Phú Riềng
Vòng 1: 4 đội bóng chuyền nam (Tràng An Ninh Bình, Thể Công Binh Đoàn 15, Đức Long Gia Lai và Tập đoàn Dầu khí Việt Nam) cùng bốn đội nữ (Ngân hàng Công Thương Việt Nam, Thông tin Lien Viet Bank, Tiến Nông Thanh Hóa và VTV Bình Điền Long An) là những đội thi đấu xuất sắc được xếp thứ nhất và nhì mỗi bảng tham dự cúp Hùng Vương. Kết thúc lượt đi đội nam Tràng An Ninh Bình và đội nữ Ngân hàng Công Thương Việt Nam giành cúp Hùng Vương.
Trước mùa giải, các đội đã tham dự Cúp bóng chuyền Hoa Lư Lưu trữ ngày 5 tháng 3 năm 2016 tại Wayback Machine tại nhà thi đấu Ninh Bình. Sau ba ngày thi đấu, giải đã kết thúc với ngôi vô địch thuộc về hai đội Tràng An Ninh Bình (nam) và Thông tin Liên Việt (nữ).
Vòng 2: Ngôi vô địch đã thuộc về nam Tràng An Ninh Bình và nữ Thông tin Liên Việt Post Bank. Với phong độ ổn định, Thông tin Liên Việt Post Bank đã đòi được món nợ thua ở chung kết Cúp Hùng Vương khi giành chức vô địch toàn mùa sau chiến thắng 3-1 trước Ngân hàng Công Thương trong đêm chung kết. ở giải nam, bị Đức Long Gia Lai dẫn trước 0-2, nhưng Tràng An Ninh Bình đã làm cuộc lội ngược dòng ngoạn mục thắng lại với tỷ số 3-2 (28-30, 23-25, 25-19, 28-26 và 15-8).
Các đội Phòng không không quân, Hải Dương (nữ) và Quân khu 9, Quân khu 5 (nam) là đã chính thức rớt hạng. Cả bốn đội này đều đứng thứ 11 và 12 vòng đấu xếp hạng.

### Mùa giải 2011
Bảng A (tại Thái Nguyên, lượt về tại Nha Trang):
6 đội nam: Tràng An Ninh Bình, Sacombank Biên phòng, Sanest Khánh Hòa, Quân đoàn 4, Đức Long Quân khu 5, Bến Tre
6 đội nữ: Thông tin LienvietPostBank, VTV Bình Điền Long An, Truyền hình Vĩnh Long, Lilama Hải Dương, Phòng không Không Quân, Tiến nông Thanh Hóa
Bảng B (tại Hà Nội, lượt về tại Vũng Tàu):
6 đội nam: Long An, Thể Công, Tập đoàn Dầu khí, Quân khu 9, Quân khu 7, Công an Phú Thọ
6 đội nữ: Vietso Petro, PV Oil Thái Bình, Giấy Bãi Bằng, Ngân hàng Công Thương, Hà Nội BIDV, Quảng Ninh
Vòng 1, tức giai đoạn lượt đi, diễn ra từ ngày 1/4 đến 8/4, bảng A thi đấu ở nhà thi đấu tỉnh Thái Nguyên, bảng B thi đấu ở Nhà thi đấu Gia Lâm, Hà Nội. Sau vòng 1, 2 đội xếp thứ nhất và nhì mỗi bảng ở cả hai nội dung nam và nữ sẽ thi đấu Cúp Hùng Vương, diễn ra từ ngày 12/4 đến 16/4 tại Phú Thọ, theo thể thức đấu loại trực tiếp chọn đội vào chơi trận tranh hạng ba và chung kết.
Vòng 2, tức giai đoạn lượt về, dự kiến diễn ra từ ngày 10/12 đến ngày 17/12, bảng A thi đấu tại Khánh Hòa, bảng B thi đấu tại Bà Rịa - Vũng Tàu. Căn cứ vào tổng điểm sau cả hai vòng đấu, các đội nhất và nhì mỗi bảng sẽ thi đấu vòng chung kết; các đội xếp thứ 3 và 4, 5 và 6 sẽ chia nhóm thi đấu xếp hạng. Đội xếp hạng thứ 11 và 12 chung cuộc phải xuống chơi hạng A mùa giải 2012. Vòng chung kết nam và xếp hạng nữ diễn ra ở Khánh Hòa, vòng chung kết nữ và xếp hạng nam diễn ra ở Bà Rịa – Vũng Tàu từ ngày 22/12 đến ngày 25/12.
Đây là mùa giải bóng chuyền vô địch quốc gia thứ 3 mà Tổng công ty Dầu Việt Nam – PV Oil đóng vai trò nhà tài trợ chính. Bên cạnh giải thưởng của Tổng cục TDTT, tổng số tiền thưởng mà PV Oil trao cho các đội bóng và VĐV xuất sắc ở mùa giải 2011 là 642 triệu đồng.

### Mùa giải 2010
Bảng A (tại Đắk Lắk, lượt về tại Hải Dương):
6 đội nam: Sacombank Biên phòng, Hoàng Long - Long An, Sanest Khánh Hòa, Thành phố Hồ Chí Minh, Quân đoàn 4 và tân binh Vật liệu xây dựng Biên Hòa
6 đội nữ: VTV – Bình Điền Long An, PV Oil Thái Bình, Giấy Bãi Bằng, Lilama Hải Dương, Phòng không Không quân và tân binh Hà Nội.
Bảng B (tại Gia Lai, lượt về tại Ninh Bình):
6 đội nam: Tràng An Ninh Bình, Thể Công, Đức Long – Quân khu 5, Quân khu 9, Tập đoàn dầu khí Việt Nam và tân binh thăng hạng Quân khu 7.
6 đội nữ: Thông tin Liên Việt Bank, Vietsovpetro, Ngân hàng Công thương, Cao su Phú Riềng, Truyền hình Vĩnh Long và tân binh Tân Bình Thành phố Hồ Chí Minh.
Vòng 1 diễn ra từ ngày 14/3/2010 đến 21/3/2010. Sau khi kết thúc thi đấu bảng vòng 1, các đội nhất, nhì (nam, nữ) của hai bảng A và B sẽ thi đấu tranh Cúp Đức Long Gia Lai từ ngày 25-28.3 để tìm đội vô địch lượt đi và 2 đội của Long An đã giành cúp; các đội đạt thứ hạng từ 1 đến 4 (nam, nữ) được thi đấu tranh Cúp Hùng Vương tại TP. Việt Trì, Phú Thọ từ ngày 17/4/2010 đến 22/4/2010. Kết thúc Tràng An Ninh Bình và Thông tin Liên Việt đã vô địch cúp Hùng Vương.
Vòng 2, các đội đã thi đấu tại 2 địa điểm ở Ninh Bình và Hải Dương từ ngày 5/10/2010 -15/10/2010; vòng chung kết và xếp hạng từ 16-19/10/2010 tranh Cúp Hoa Lư tại Ninh Bình. Kết quả đội nam Tràng An Ninh Bình và nữ Thông tin liên Việt bank đã giành ngôi vô địch. Xuất xuống hạng thuộc về 3 đội bóng Thành phố Hồ Chí Minh và VLXD Biên Hòa.
Tài trợ cho giải là Tổng công ty Dầu Việt Nam PV Oil.
Kết quả xếp hạng chung cuộc: Vô địch nam: Tràng An Ninh Bình (100 triệu đồng), Vô địch nữ: Thông tin Liên Việt Bank (100 triệu đồng), Á quân: Vietsovpetro, Hoàng Long Long An (70 triệu đồng), Hạng ba: S.Biên phòng, VTV Bình Điền Long An (30 triệu đồng). Đội xuống hạng: Thành phố Hồ Chí Minh, VLXD Bình Dương (nam); CS.Phú Riềng, Tân Bình Thành phố Hồ Chí Minh (nữ), VĐV xuất sắc toàn diện: Lê Kim Nhung (Vietsovpetro), Jirayv Aksakeaw (Tràng An Ninh Bình). Chuyền hai xuất sắc nhất: Đào Thị Huyền (TTLV Bank), Giang Văn Đức (Tràng An Ninh Bình) (2 triệu đồng).

### Mùa giải 2009
Bảng A(vòng 1 tại Phú Thọ, vòng 2 tại Thành phố Hồ Chí Minh):
6 đội nam: Hoàng Long Long An, Thép Việt Thành phố Hồ Chí Minh, Thể Công, VLXD Biên Hòa, Quân khu 5, tân binh Tập đoàn Dầu khí QGVN
6 đội nữ: Giấy Bãi Bằng, tân binh Phòng không- Không quân, PVOiI Thái Bình, Bình điền Long An, Lilama Hải Dương, Quảng Ninh.
Bảng B (vòng 1 Hà Tĩnh, vòng 2 tại Thành phố Hồ Chí Minh)
6 đội nam: Quân đoàn 4, Tràng An Ninh Bình, Sanest Khánh Hòa, Sao vàng Biên phòng, Bến Tre và tân binh Quân khu 9
6 đội nữ: Truyền hình Vĩnh Long, tân binh Cao su Phú Riềng, BTL thông tin Trust bank, Ngân hàng Công Thương, Vietso Petro, Sông Mã Thanh Hóa.
Theo điều lệ. Giải năm này cho phép mỗi đội có 2 cầu thủ ngoại, nhưng chỉ có 1 cầu thủ được thi đấu trên sân.
Vòng 1 được diễn ra từ ngày 21 đến 28/3/2009, sau đó 2 đội nam và nữ xuất sắc nhất của mỗi bảng vào vòng tranh Cúp Hùng Vương từ 2 đến 5/4/2009 tại Việt Trì. Vòng chung kết Cúp Hùng Vương 2009 quy tụ 4 đội nam: Hoàng Long Long An, Thể Công, Sao vàng Biên phòng, Tràng An - Ninh Bình, cùng 4 đội nữ là Bình Điền Long An, Giấy Bãi Bằng, Bộ Tư lệnh Thông tin, VietsovPetro.
Vòng 2 diễn ra từ 11 đến 18/7/2009, và 4 đội nam, 4 đội nữ xuất sắc nhất cả giải đấu dự vòng chung kết từ 23 đến 26/7/2009 tại Quân đoàn 4 để tranh ngôi vô địch. Vòng chung kết lượt đi và chung cuộc các đội đấu chéo nhằm tăng tính hấp dẫn.
Các danh hiệu mùa bóng 2009:
- Nam:
  - Vô địch: Sao vàng Biên phòng (100 triệu đồng)
  - Hạng nhì: Tràng An Ninh Bình (70 triệu đồng)
  - Hạng ba: Hoàng Long Long An (30 triệu đồng)
  - Hạng tư: Thể Công (20 triệu đồng)
  - Hai đội rớt hạng: VLXD Biên Hòa và Bến Tre.
- Nữ:
  - Vô địch: VTV Bình Điền Long An (100 triệu)
  - Hạng nhì: Bộ TLTT (70 triệu)
  - Hạng ba: PV Oil Thái Bình (30 triệu đồng)
  - Hạng tư: Vietsov Petro (20 triệu đồng)
  - Hai đội rớt hạng: Sông Mã Thanh Hóa và Quảng Ninh.
- Danh hiệu cá nhân (2 triệu đồng):
  - VĐV nam xuất sắc nhất: Hữu Hà (TANB)
  - VĐV nữ xuất sắc nhất: Ngọc Hoa (VTV Bình Điền Long An)

### Mùa giải 2008
Tham gia Giải bóng chuyền các đội mạnh toàn quốc năm 2008 có 24 đội bóng (12 đội bóng chuyền nam và 12 đội bóng chuyền nữ). Các đội nam và nữ được chia làm hai bảng A và B.
Bảng A (tại Ninh Bình, lượt về tại Vũng Tàu)
6 đội nam: Tràng An Ninh Bình, tân binh Quân khu V, Sao vàng Biên phòng, Quân đoàn IV, Viễn thông Trà Vinh và Long An
6 đội nữ: Ngân hàng Công thương, Truyền hình Vĩnh Long, Bưu điện Hà Nội, Bình Điền Long An, tân binh Vietsovpetro và Sông Mã Thanh Hoá.
Bảng B (tại Hải Dương, lượt về tại Khánh Hòa).
6 đội nữ: Bộ tư lệnh thông tin, Than Quảng Ninh, tân binh Hà Tây, Hải Dương, Vital Thái Bình, Giấy Bãi Bằng.
6 đội nam: Thể Công, Thép Việt Thành phố Hồ Chí Minh, tân binh Sanest Khánh Hòa, Vật liệu xây dựng Biên Hòa, Viễn thông Hà Nội, Bến Tre.
Các đội được tổ chức thi đấu vòng tròn tính điểm, chọn đội nhất, nhì, ba ở nội dung nam và nữ ở Hải Dương và Ninh Bình về tham gia thi đấu vòng chung kết Cúp Hoa Lư - 2008 từ ngày 15 đến 21/4/2008 tại Ninh Bình tìm đội vô địch lượt đi.
Lượt về diễn ra tại Vũng Tàu và Khánh Hoà từ ngày 9 đến 16/11/2008 tranh Cúp Mikasa từ ngày 20 đến 23/11/2008.
12 năm đợi chờ, tân binh Sanest Khánh Hòa khép lại chuỗi 12 trận toàn thắng ở mùa giải đầu tiên trở lại hạng đội mạnh với chiếc cúp vô địch. Họ vượt qua Thể Công với chiến thắng 3-1. Ở trận tranh hạng ba, Hoàng Long Long An đã vượt qua Quân đoàn 4 với tỷ số 3-0 (25/23, 31/29 và 25/13). Trong trận chung kết giải nữ, các cô gái Bộ TLTT đã thắng áp đảo đối thủ PVD Thái Bình ở tỷ số 3-0 (25/19, 25/22 và 25/21) để soán ngôi vô địch rất ấn tượng.
Xếp hạng chung cuộc: Nam: 1/ Sanest Khánh Hòa; 2/ Thể Công; 3/ Hoàng Long Long An; 4/Quân đoàn 4. Trụ hạng: Quân khu 5 và VC Bến Tre. Xuống hạng: Viễn thông Hà Nội và Viễn thông Trà Vinh. Nữ: 1/Bộ Tư Lệnh Thông Tin ; 2/ PV Thái Bình; 3/ VTV Bình Điền Long An; 4/ Ngân hàng Công thương. Trụ hạng: Sông Mã Thanh Hóa và Quảng Ninh. Xuống hạng: Bưu điện Hà Nội.

### Mùa giải 2007
Giải năm 2007 quy tụ 24 đại diện (12 đội nam, 12 đội nữ) xuất sắc nhất và tiếp tục là sân chơi hấp dẫn số 1 của làng bóng chuyền Việt Nam. Điểm sửa đổi đáng chú nhất trong điều lệ giải là nếu đội nào có người nước ngoài làm việc ở đơn vị từ 1 năm trở lên thì sẽ được đăng ký thi đấu. Tuy nhiên, tổng số người nước ngoài trong đội hình thi đấu trên sân trong 1 đội không được phép quá 2 người.
Bảng A (tại Vĩnh Phúc, lượt về tại Đăk Lăk)
6 đội nam: Tràng An Ninh Bình, Quân đoàn 4, Bưu điện Trà Vinh, Công An Vĩnh Phúc, Sao Vàng Biên phòng, Hoàng Long Long An.
6 đội nữ: Bộ TLTT, Ngân hàng Công thương, Quảng Ninh, Giấy Bãi Bằng, Truyền hình Vĩnh Long, Tân Bình.
Bảng B (tại Yên Bái, lượt về tại Đồng Nai)
6 đội nam: Thể Công, Dệt Thành Công, VLXD Biên Hoà, Bưu điện Hà Nội, CA Thành phố Hồ Chí Minh, Bến Tre.
6 đội nữ: Vital Petechim Thái Bình, Bình Điền Long An, Than Hà Tu, Bưu điện Hà Nội, Sông Mã Thanh Hoá, Hải Dương.
Vòng 1 diễn ra từ ngày 24 đến 31/3/2007.
Vòng 2 từ 22 đến 29/7/2007, chung kết tranh cúp Mikasa (dành cho 4 đội đứng đầu ở hai bảng) và "vòng chung kết ngược" xếp hạng từ 9 đến 12 (từ 2 đến 5/8/2007) để xác định đội vô địch và đội xuống hạng A1 mùa giải tiếp theo.
Về số lượng ngoại binh, 9/12 đội nữ và 2/12 đội nam đã tìm được VĐV ngoại. Ngoài ngoại binh đến từ Cuba (Bình Điền Long An), Trung Quốc (Giấy Bãi Bằng), số lượng còn lại đều của Thái Lan.

### Mùa giải 2006
Bảng A (tại Phú Thọ, lượt về tại Đăk Lăk)
6 đội nam: Bưu điện Hà Nội, Quân đoàn 4, Quân khu 9, Vật liệu xây dựng Biên Hòa, Phân bón Cò Bay Vĩnh Long, Dệt thành công
6 đội nữ: Tuần Châu Quảng Ninh, Vital Thái Bình, Ngân hàng Công thương, Giấy Bãi Bằng, Phòng không không quân, Hà Nam.
Bảng B (tại Vĩnh Phúc, lượt về tại Quân khu 4).
6 đội nam: Thể Công, Tràng An Ninh Bình, Bưu điện Trà Vinh, CAThành phố Hồ Chí Minh, Sao Vàng Biên phòng, CA Vĩnh Phúc.
6 đội nữ: Bộ Tư lệnh thông tin, Bình Điền Long An, Bưu điện Hà Nội, Than Hà Tu, Truyền hình Vĩnh Long, Sông Mã Thanh Hóa.
Giải được chia làm hai vòng đấu như sau: vòng 1 sẽ thi đấu bảng lượt đi và tranh Cúp Hùng Vương tại TP. Việt Trì (Phú Thọ) và Vĩnh Yên (Vĩnh Phúc) từ ngày 4 đến 19/4/2006.
Vòng 2 thi đấu bảng lượt về, chung kết tranh Cúp Mikasa và xếp hạng 9-12 từ ngày 11 đến 26-11 tại nhà thi đấu Quân khu 4 và Đắc Lắc.
Tại trận chung kết của năm, sau 5 set đấu kịch tính, Tràng An Ninh Bình giành chiến thắng chung cuộc trước đương kim vô địch Thể Công với tỷ số 3-2 (25-21, 20-25, 25-23, 16-25, 15-13) để lần đầu tiên lên ngôi vô địch. Ở giải nữ, Bộ tư lệnh thông tin đã bảo vệ ngôi quán quân khi vượt quaThái Bình 3-2.

### Mùa giải 2005
24 đội hạng mạnh được chia làm hai bảng nam và hai bảng nữ.
Bảng A (diễn ra tại Việt Trì, lượt về tại Đồng Nai)
6 đội nam: Vật liệu xây dựng Biên Hoà, Thể Công, Hoàng Long - Long An, Công anh Vĩnh Phúc, Quân đoàn 4, Bưu điện Trà Vinh
6 đội nữ: Phòng không - Không quân, Ngân hàng Công thương, Truyền hình Vĩnh Long, Cty Giấy Bãi Bằng, Bưu điện Quảng Ninh, Bộ Tư lệnh Thông tin.
Bảng B (nam tại Ninh Bình, nữ tại Thái Bình, lượt về tại Đăk Lăk)
6 đội nam: Tràng An - Ninh Bình, CA TP Hồ Chí Minh, Quân khu 5, Quân khu 9, Phân bón Cò bay Vĩnh Long, Bưu điện Hà Nội.
6 đội nữ: Vital Thái Bình, Than Hà Tu, Hưng Yên, Bình Điền Long An, Bưu điện Hà Nội, Hải Dương.
Giải khởi tranh vòng 1 và tranh Cúp Hùng Vương ngày 6-3 nhân dịp Lễ hội đền Hùng. Sau vòng lượt về, chung kết xếp hạng tại Đồng Nai, "chung kết ngược" để tìm ra đội xuống hạng ở Đăk Lăk.

### Mùa giải 2004
Bảng A (tại Thành phố Hồ Chí Minh)
6 đội nam: Công an Thành phố Hồ Chí Minh, Quân khu 9, Quân đoàn 4, Bưu điện Hà Nội, Quân khu 5, Bưu điện Thành phố Hồ Chí Minh.
6 đội nữ: Bưu điện Hà Nội, Thanh Hóa, Giấy Bãi Bằng, Domesco Đồng Tháp, Bưu điện Quảng Ninh, Hưng Yên.
Bảng B (tại Trà Vinh, lượt về tại Vĩnh Long)
6 đội nam: VLXD Biên Hòa, Thể Công, Hoàng Long Long An, XSKT Gia Lai, Bưu điện Trà Vinh và XSKT Vĩnh Long.
6 đội nữ: Bình Điền Long An, Bộ Tư lệnh Thông tin, NH Công thương, Than Hà Tu, Phòng Không - Không Quân, Vital Thái Bình.
Theo điều lệ, kết thúc vòng 1, 12 đội nam - nữ có thứ hạng cao nhất tiếp tục thi đấu tranh Cúp Bãi Bằng 2004 từ ngày 24 đến 28-3-2004 tại Công ty giấy Bãi Bằng tỉnh Phú Thọ. Sau đó, vòng thứ hai và chung kết xếp hạng tổ chức tại Thành phố Hồ Chí Minh và Vĩnh Long vào tháng 12/2004.
Với lối chơi chặt chẽ và những pha tấn công biên, đội Bưu điện Hà Nội đã đoạt ngôi vô địch sau khi vượt qua Thể Công với tỉ số 3 -1 (25-23, 16-25, 25-23, 25-22). Ở trận tranh vị trí thứ ba nội dung nữ diễn ra trước đó, đội nữ Bưu điện Hà Nội giành chiến thắng trước đội Giấy Bãi Bằng cũng với tỉ số 3-1 (17-25, 25-13, 25-14, 25-19).
Ở giải Nữ, Bộ tư lệnh Thông tin đã bảo vệ thành công chức vô địch khi giành chiến thắng trước Vital Thái Bình với tỉ số 3-1 (25/19, 25/19, 20/25, 25/18). Trước đó,  trong trận tranh huy chương đồng, đội nam  Công An TP.HCM đã vượt qua  Bưu Điện Trà Vinh  với tỉ số 3-0 (39/37, 26/24 và 27/25).

## Thống kê - kỷ lục

### Thành tích đội bóng chuyền Nam
Tính từ năm 2004 đến 2024, thành tích các đội thống kê cho thấy:
- Số lần vô địch nhiều nhất:
  - Ninh Bình: 5 lần vô địch năm và 4 lần vô địch lượt đi, 6 lần lọt vào chung kết, 14 lần lọt vào bán kết.
  - Thể Công: 4 lần vô địch năm và 4 lần vô địch lượt đi, 11 lần lọt vào chung kết, 17 lần lọt vào bán kết.
  - Sanest Khánh Hòa: 4 lần vô địch năm và 4 lần vô địch lượt đi, 10 lần lọt vào chung kết, 13 lần lọt vào bán kết.
  - Biên Phòng: 3 lần vô địch năm và 1 lần vô địch lượt đi, 4 lần lọt vào chung kết, 9 lần lọt vào bán kết.
  - TP. Hồ Chí Minh: 3 lần vô địch năm và 1 lần vô địch lượt đi, 4 lần lọt vào chung kết, 6 lần lọt vào bán kết.
  - Đức Long Gia Lai: 1 lần vô địch năm, chưa vô địch lượt đi, 3 lần lọt vào chung kết, 3 lần lọt vào bán kết.
  - Hà Nội: 1 lần vô địch năm, chưa vô địch lượt đi, 2 lần lọt vào chung kết, 3 lần lọt vào bán kết.
  - Long An mặc dù từng 3 lần vô địch lượt đi, 5 lần lọt vào bán kết với 2 lần đi tiếp vào chung kết nhưng chưa từng đoạt chức vô địch năm.

- Thành tích vô địch liên tiếp:
  - TP. Hồ Chí Minh: 2018-2019.
  - Ninh Bình: 2021-2022.

- Số mùa giải liên tiếp lọt vào chung kết dài nhất:
  - Thể Công: 5 mùa giải liên tiếp từ 2004-2008.
  - Sanest Khánh Hòa: 3 mùa giải liên tiếp từ 2015-2017, 2022-2024.
  - Đức Long Gia Lai: 3 mùa giải liên tiếp từ 2012-2014.
  - TP. Hồ Chí Minh: 3 mùa giải liên tiếp từ 2018-2020.

- Số mùa giải liên tiếp lọt vào bán kết dài nhất:
  - Thể Công: 11 mùa giải liên tiếp từ 2004-2014.
  - Ninh Bình: 6 mùa giải liên tiếp từ 2017-2022.
  - Sanest Khánh Hòa: 6 mùa giải liên tiếp từ 2019-2024.
  - Long An: 5 mùa giải liên tiếp từ 2007-2011.

- Số mùa giải liên tiếp giành huy chương dài nhất:
  - Ninh Bình: 6 mùa giải liên tiếp từ 2017-2022.
  - Sanest Khánh Hòa: 6 mùa giải liên tiếp từ 2019-2024.
  - Thể Công: 5 mùa giải liên tiếp từ 2004-2008.
  - Long An: 4 mùa giải liên tiếp từ 2007-2010.

### Thành tích đội bóng chuyền Nữ
Tính từ năm 2004 đến 2024, thành tích các đội thống kê cho thấy:
- Số lần vô địch nhiều nhất:
  - Bộ Tư lệnh Thông tin: 12 lần vô địch năm và 4 lần vô địch lượt đi, 17 lần lọt vào chung kết, 18 lần lọt vào bán kết.
  - VTV Bình Điền Long An: 5 lần vô địch năm và 6 lần vô địch lượt đi, 7 lần lọt vào chung kết, 17 lần lọt vào bán kết.
  - Thái Bình: 2 lần vô địch năm và 1 lần vô địch lượt đi, 5 lần lọt vào chung kết, 11 lần lọt vào bán kết.
  - Ngân hàng Công Thương: 1 lần vô địch năm và 4 lần vô địch lượt đi, 5 lần lọt vào chung kết, 13 lần lọt vào bán kết.
  - Ninh Bình: 1 lần vô địch năm, chưa vô địch lượt đi, 1 lần lọt vào chung kết, 4 lần lọt vào bán kết.
  - Hóa chất Đức Giang mặc dù từng 1 lần vô địch lượt đi và 5 lần liên tiếp vào chung kết nhưng chưa từng đoạt chức vô địch năm.
  - Truyền hình Vĩnh Long mặc dù từng 1 lần vô địch lượt đi nhưng chưa từng lọt vào vòng chung kết tranh chức vô địch năm.

- Thành tích vô địch liên tiếp:
  - Bộ Tư lệnh Thông tin: 2004-2005-2006, 2012-2013-2014-2015, 2019-2020-2021.
  - VTV Bình Điền Long An: 2017-2018.

- Số mùa giải liên tiếp lọt vào chung kết dài nhất:
  - Bộ Tư lệnh Thông tin: 14 mùa giải liên tiếp từ 2008-2021.
  - Hóa chất Đức Giang: 5 mùa giải liên tiếp từ 2020-2024.
  - Thái Bình: 3 mùa giải liên tiếp từ 2006-2008.

- Số mùa giải liên tiếp lọt vào bán kết dài nhất:
  - Bộ Tư lệnh Thông tin: 14 mùa giải liên tiếp từ 2008-2021.
  - Ngân hàng Công Thương: 10 mùa giải liên tiếp từ 2011-2020.
  - Thái Bình: 9 mùa giải liên tiếp từ 2004-2012.
  - VTV Bình Điền Long An: 8 mùa giải liên tiếp từ 2005-2012.

- Số mùa giải liên tiếp giành huy chương dài nhất:
  - Bộ Tư lệnh Thông tin: 14 mùa giải liên tiếp từ 2008-2021.
  - Ngân hàng Công Thương: 9 mùa giải liên tiếp từ 2011-2019.
  - Thái Bình: 6 mùa giải liên tiếp từ 2004-2009.
  - VTV Bình Điền Long An: 6 mùa giải liên tiếp từ 2007-2012.

### Số lần tham gia của Nam
Kể từ mùa giải chuyên nghiệp 2004 đến hết năm 2025 có 22 mùa giải với 244 xuất giành cho các đội Nam tham gia, được phân bổ cho 26 đội như sau:
1. Thể Công là đội nam duy nhất tham gia tất cả các mùa giải đến nay với 22 lần trên tổng số 22 mùa giải chuyên nghiệp.
2. Long An tham gia 2004-2005, 2007-nay. Tính đến hết năm 2025 tham gia 21 lần trên tổng số 22 mùa giải chuyên nghiệp.
3. Ninh Bình tham gia từ 2005 đến nay. Tính đến hết năm 2025 tham gia 21 lần trên tổng số 22 mùa giải chuyên nghiệp.
4. Biên Phòng tham gia từ 2006 đến nay. Tính đến hết năm 2025 tham gia 20 lần trên tổng số 22 mùa giải chuyên nghiệp.
5. Sanest Khánh Hòa tham gia từ 2008 đến nay. Tính đến hết năm 2025 tham gia 18 lần trên tổng số 22 mùa giải chuyên nghiệp.
6. TP. Hồ Chí Minh tham gia 2008-2010, 2012-2023. Tính đến hết năm 2025 tham gia 15 lần trên tổng số 22 mùa giải chuyên nghiệp.
7. Quân đoàn 4 tham gia 2004-2017. Tính đến hết năm 2025 tham gia 14 lần trên tổng số 22 mùa giải chuyên nghiệp.
8. XSKT Vĩnh Long tham gia 2004-2006, 2013-2020, 2022, 2024. Tính đến hết năm 2025 tham gia 13 lần trên tổng số 22 mùa giải chuyên nghiệp.
9. Hà Nội tham gia 2004-2008, 2020-nay. Tính đến hết năm 2025 tham gia 11 lần trên tổng số 22 mùa giải chuyên nghiệp.
10. Bến Tre tham gia 2007-2009, 2011, 2015-2016, 2018-2019, 2021-2022. Tính đến hết năm 2025 tham gia 10 lần trên tổng số 22 mùa giải chuyên nghiệp.
11. Hà Tĩnh tham gia 2016-2024. Tính đến hết năm 2025 tham gia 9 lần trên tổng số 22 mùa giải chuyên nghiệp.
12. Quân khu 9 tham gia 2004-2006, 2009-2012, 2014. Chỉ tham gia 8 lần trên tổng số 22 mùa giải chuyên nghiệp.
13. Quân khu 5 tham gia 2004-2005, 2008-2012, 2014. Chỉ tham gia 8 lần trên tổng số 22 mùa giải chuyên nghiệp.
14. Công an TP. Hồ Chí Minh tham gia 2004-2007, 2013, 2016-2017, 2025. Tính đến hết năm 2025 tham gia 8 lần trên tổng số 22 mùa giải chuyên nghiệp.
15. VLXD Biên Hòa tham gia 2004-2010. Chỉ tham gia 7 lần trên tổng số 22 mùa giải chuyên nghiệp.
16. VLXD Bình Dương tham gia 2017, 2019-2023. Tính đến hết năm 2025 tham gia 6 lần trên tổng số 22 mùa giải chuyên nghiệp.
17. Bưu điện Trà Vinh tham gia 2004-2008. Chỉ tham gia 5 lần trên tổng số 22 mùa giải chuyên nghiệp.
18. Tập đoàn Dầu khí Việt Nam tham gia 2009-2013. Chỉ tham gia 5 lần trên tổng số 22 mùa giải chuyên nghiệp.
19. Đức Long Gia Lai giai đoạn đầu là XSKT Gia Lai xuống hạng ngay năm 2004, rồi trở lại với tên Đức Long Gia Lai từ 2012-2015. Chỉ tham gia 5 lần trên tổng số 22 mùa giải chuyên nghiệp.
20. Công an Phú Thọ tham gia 2011-2014. Chỉ tham gia 4 lần trên tổng số 22 mùa giải chuyên nghiệp.
21. Công an Vĩnh Phúc tham gia 2005-2007. Chỉ tham gia 3 lần trên tổng số 22 mùa giải chuyên nghiệp.
22. Quân khu 4 tham gia 2015, 2017-2018. Chỉ tham gia 3 lần trên tổng số 22 mùa giải chuyên nghiệp.
23. Đà Nẵng tham gia từ 2023 đến nay. Tính đến hết năm 2025 tham gia 3 lần trên tổng số 22 mùa giải chuyên nghiệp.
24. Dệt Thành Công tham gia 2006-2007. Chỉ tham gia 2 lần trên tổng số 22 mùa giải chuyên nghiệp.
25. Quân khu 7 tham gia 2010-2011. Chỉ tham gia 2 lần trên tổng số 22 mùa giải chuyên nghiệp.
26. Bưu điện TP. Hồ Chí Minh tham gia năm 2004. Chỉ tham gia 1 lần trên tổng số 22 mùa giải chuyên nghiệp.

### Số lần tham gia của Nữ
Kể từ mùa giải chuyên nghiệp 2004 đến hết năm 2025 có 22 mùa giải với 242 xuất giành cho các đội Nữ tham gia, được phân bổ cho 25 đội như sau:
1. Bộ Tư lệnh Thông tin, VTV Bình Điền Long An và Ngân hàng Công Thương là 3 đội nữ tham gia tất cả các mùa giải đến nay với 22 lần trên tổng số 22 mùa giải chuyên nghiệp.
2. Thái Bình tham gia 2004-2019, 2021-nay. Tính đến hết năm 2025 tham gia 21 lần trên tổng số 22 mùa giải chuyên nghiệp.
3. Thanh Hóa tham gia 2004, 2006-2009, 2011-nay. Tính đến hết năm 2025 tham gia 20 lần trên tổng số 22 mùa giải chuyên nghiệp.
4. Quảng Ninh tham gia 2004-2009, 2011-2013, 2016-2024. Tính đến hết năm 2025 tham gia 18 lần trên tổng số 21 mùa giải chuyên nghiệp.
5. Hóa chất Đức Giang giai đoạn đầu là Bưu điện Hà Nội tham gia 2004-2008, 2010-2011, rồi trở lại với thương hiệu Hóa chất Đức Giang từ 2017 đến nay. Tính đến hết năm 2025 tham gia 16 lần trên tổng số 22 mùa giải chuyên nghiệp.
6. Truyền hình Vĩnh Long tham gia 2005-2013, 2016-2020. Tính đến hết năm 2025 tham gia 14 lần trên tổng số 22 mùa giải chuyên nghiệp.
7. Hải Dương tham gia 2005, 2007-2012, 2014-2018, 2020. Tính đến hết năm 2025 tham gia 13 lần trên tổng số 22 mùa giải chuyên nghiệp.
8. Giấy Bãi Bằng tham gia 2004-2011, 2013-2015. Tính đến hết năm 2025 tham gia 11 lần trên tổng số 22 mùa giải chuyên nghiệp.
9. Phòng không - Không quân tham gia 2004-2006, 2009-2012, 2014-2015. Tính đến hết năm 2025 tham gia 9 lần trên tổng số 22 mùa giải chuyên nghiệp.
10. TP. Hồ Chí Minh tham gia 2007, 2010, 2013-2017, 2023, 2025. Tính đến hết năm 2025 tham gia 9 lần trên tổng số 22 mùa giải chuyên nghiệp.
11. Vietsovpetro tham gia 2008-2013. Chỉ tham gia 6 lần trên tổng số 22 mùa giải chuyên nghiệp.
12. Cao su Phú Riềng tham gia 2009-2010, 2012-2015. Chỉ tham gia 6 lần trên tổng số 22 mùa giải chuyên nghiệp.
13. Đắk Lắk tham gia 2017-2022. Tính đến hết năm 2025 tham gia 6 lần trên tổng số 22 mùa giải chuyên nghiệp.
14. Kinh Bắc Bắc Ninh tham gia 2019-2023. Tính đến hết năm 2025 tham gia 5 lần trên tổng số 22 mùa giải chuyên nghiệp.
15. Ninh Bình tham gia từ 2021 đến nay. Tính đến hết năm 2025 tham gia 5 lần trên tổng số 22 mùa giải chuyên nghiệp.
16. Than Hà Tu tham gia 2004-2007. Chỉ tham gia 4 lần trên tổng số 22 mùa giải chuyên nghiệp.
17. Vĩnh Phúc tham gia 2015-2017, 2022. Tính đến hết năm 2025 tham gia 4 lần trên tổng số 22 mùa giải chuyên nghiệp.
18. Hưng Yên tham gia 2004-2005, 2015. Chỉ tham gia 3 lần trên tổng số 22 mùa giải chuyên nghiệp.
19. Xây lắp Dầu khí Thái Bình Dương tham gia 2012-2013. Chỉ tham gia 2 lần trên tổng số 22 mùa giải chuyên nghiệp.
20. Domesco Đồng Tháp tham gia năm 2004. Chỉ tham gia 1 lần trên tổng số 22 mùa giải chuyên nghiệp.
21. Hà Nam tham gia năm 2006. Chỉ tham gia 1 lần trên tổng số 22 mùa giải chuyên nghiệp.
22. Hà Tây tham gia năm 2008. Chỉ tham gia 1 lần trên tổng số 22 mùa giải chuyên nghiệp.
23. Hà Nội tham gia năm 2024. Tính đến hết năm 2025 tham gia 1 lần trên tổng số 22 mùa giải chuyên nghiệp.

### Địa phương đăng cai
Trước đây, thường giai đoạn một có 2 địa phương trong cùng một miền đăng cai và giai đoạn hai giải sẽ chuyển tới hai địa phương ở miền khác đăng cai. Kể từ mùa giải năm 2023, có thể lên tới 6 địa phương đăng cai. Thông kê chi tiết từ năm 2004 đến hết năm 2025 như sau:
Có 1 địa phương đăng cai 8 lần
1. Đắk Lắk: GĐ2-2005, GĐ2-2006, GĐ2-2007, GĐ1-2010, GĐ2-2012, GĐ2-2017, GĐ2-2018, GĐ2-2020

Có 1 địa phương đăng cai 7 lần
1. Ninh Bình: GĐ1-2005, GĐ1-2008, GĐ2-2010, GĐ1-2019, GĐ2-2021, GĐ1+2-2022, GĐ2-2025

Có 1 địa phương đăng cai 6 lần
1. Khánh Hòa: GĐ2-2008, GĐ2-2011, GĐ2-2015, GĐ2-2016, GĐ2-2020, CKXH-2023

Có 5 địa phương đăng cai 5 lần
1. Phú Thọ: GĐ1-2005, GĐ1-2006, GĐ1-2009, GĐ1-2013, GĐ1-2015
2. TP. Hồ Chí Minh: GĐ1-2004, GĐ2-2004, GĐ2-2009, GĐ2-2012, GĐ2-2015
3. Hải Dương: GĐ1-2008, GĐ2-2010, GĐ1-2012, GĐ1-2016, GĐ1-2018
4. Hà Tĩnh: GĐ1-2009, GĐ2-2013, GĐ2-2016, GĐ1-2020, GĐ1-2024
5. Hà Nội: GĐ1-2011, GĐ1-2018, GĐ1-2021, GĐ1-2023, GĐ1-2025

Có 1 địa phương đăng cai 4 lần
1. Bắc Ninh: GĐ2-2013, GĐ1-2019, GĐ1-2020, GĐ1-2023

Có 4 địa phương đăng cai 3 lần
1. Yên Bái: GĐ1-2007, GĐ1-2013, GĐ1-2016
2. Thái Bình: GĐ1-2005, GĐ1-2015, GĐ1-2017
3. Vĩnh Phúc: GĐ1-2006, GĐ1-2007, GĐ1+2-2022
4. Bà Rịa – Vũng Tàu: GĐ2-2008, GĐ2-2011, GĐ2-2024

Có 3 địa phương đăng cai 2 lần
1. Đồng Nai: GĐ2-2005, GĐ2-2007
2. Bạc Liêu: GĐ1-2014, GĐ2-2019
3. Quảng Ninh: GĐ1-2012, GĐ1-2021

Có 12 địa phương đăng cai 1 lần
1. Trà Vinh: GĐ1-2004
2. Vĩnh Long: GĐ2-2004
3. Nghệ An: GĐ2-2006
4. Gia Lai: GĐ1-2010
5. Thái Nguyên: GĐ1-2011
6. Bình Dương: GĐ1-2014
7. Nam Định: GĐ1-2017
8. Tây Ninh: GĐ2-2017
9. Long An: GĐ2-2019
10. Đà Nẵng: GĐ2-2023
11. Đắk Nông: GĐ2-2023
12. Quảng Nam: CKXH-2023
13. Bình Phước: GĐ1-2024
14. Lào Cai: GĐ2-2024

## Các trận chung kết

### Chung kết Nam
| Mùa giải | Địa điểm          | Đội Vô địch            | Đội Á quân         | Tỷ số | Điểm số các set                   | Ghi chú |
| 2025     | Ninh Bình         |                        |                    |       |                                   |         |
| 2024     | Bà Rịa – Vũng Tàu | Biên Phòng             | Sanest Khánh Hòa   | 3–1   | 25–23, 20–25, 25–20, 25–21        |         |
| 2023     | Khánh Hòa         | Sanest Khánh Hòa       | Biên Phòng         | 3–0   | 25–22, 28–26, 25–17               |         |
| 2022     | Ninh Bình         | Tràng An Ninh Bình     | Sanest Khánh Hòa   | 3–1   | 25–17, 25–18, 21–25, 25–17        |         |
| 2021     | Ninh Bình         | Tràng An Ninh Bình     | Thể Công           | 3–0   | 29–27, 25–21, 25–21               |         |
| 2020     | Khánh Hòa         | Sanest Khánh Hòa       | TP. Hồ Chí Minh    | 3–1   | 25–19, 25–20, 21–25, 25–18        | [ 68 ]  |
| 2019     | Bạc Liêu          | TP. Hồ Chí Minh        | Sanest Khánh Hòa   | 3–0   | 25–18, 25–22, 25–18               | [ 69 ]  |
| 2018     | Đắk Lắk           | TP. Hồ Chí Minh        | Thể Công           | 3–0   | 26–24, 25–16, 25–19               | [ 70 ]  |
| 2017     | Đắk Lắk           | Sanest Khánh Hòa       | Thể Công           | 3–2   | 25–22, 22–25, 18–25, 25–21, 18–16 | [ 71 ]  |
| 2016     | Khánh Hòa         | Thể Công               | Sanest Khánh Hòa   | 3–1   | 25–13, 25–21, 14–25, 25–15        | [ 72 ]  |
| 2015     | TP. Hồ Chí Minh   | Maseco TP. Hồ Chí Minh | Sanest Khánh Hòa   | 3–2   | 23–25, 25–27, 25–21, 25–21, 15–9  |         |
| 2014     | Bình Dương        | Thể Công               | Đức Long Gia Lai   | 3–1   | 25–11, 25–20, 18–25, 25–15        | [ 73 ]  |
| 2013     | Bắc Ninh          | Đức Long Gia Lai       | Thể Công           | 3–1   | 25–23, 21–25, 25–18, 25–22        | [ 74 ]  |
| 2012     | Đắk Lắk           | Tràng An Ninh Bình     | Đức Long Gia Lai   | 3–2   | 28–30, 23–25, 25–19, 28–26, 15–8  |         |
| 2011     | Khánh Hòa         | SacomBank Biên Phòng   | Sanest Khánh Hòa   | 3–0   | 25–21, 25–23, 25–22               |         |
| 2010     | Ninh Bình         | Tràng An Ninh Bình     | Hoàng Long Long An | 3–1   | 25–20, 25–21, 21–25, 25–19        |         |
| 2009     | TP. Hồ Chí Minh   | Sao Vàng Biên Phòng    | Tràng An Ninh Bình | 3–0   | 25–16, 25–21, 25–20               | [ 75 ]  |
| 2008     | Khánh Hòa         | Sanest Khánh Hòa       | Thể Công           | 3–1   | 25–20, 23–25, 27–25, 25–21        | [ 76 ]  |
| 2007     | Đắk Lắk           | Thể Công               | Hoàng Long Long An | 3–1   | 25–21, 23–25, 25–23, 25–23        | [ 77 ]  |
| 2006     | Nghệ An           | Tràng An Ninh Bình     | Thể Công           | 3–2   | 25–21, 20–25, 25–23, 16–25, 15–13 |         |
| 2005     | Đồng Nai          | Thể Công               | Bưu điện Hà Nội    | 3–2   | 21–25, 25–21, 25–23, ?–?, 15–13   | [ 78 ]  |
| 2004     | TP. Hồ Chí Minh   | Bưu điện Hà Nội        | Thể Công           | 3–1   | 25–23, 16–25, 25–23, 25–22        |         |

### Chung kết Nữ
| Mùa giải | Địa điểm          | Đội Vô địch                     | Đội Á quân                      | Tỷ số | Điểm số các set                   | Ghi chú |
| 2025     | Ninh Bình         |                                 |                                 |       |                                   |         |
| 2024     | Lào Cai           | VTV Bình Điền Long An           | HCĐG Lào Cai                    | 3–1   | 25–15, 13–25, 25–20, 25–19        |         |
| 2023     | Quảng Nam         | Ninh Bình LP Bank               | HCĐG Tia Sáng                   | 3–1   | 23–25, 25–21, 26–24, 25–17        |         |
| 2022     | Vĩnh Phúc         | Geleximco Thái Bình             | HCĐG Hà Nội                     | 3–0   | 25–21, 25–13, 25–15               |         |
| 2021     | Ninh Bình         | Bộ Tư lệnh Thông tin - FLC      | HCĐG Hà Nội                     | 3–1   | 25–19, 22–25, 25–15, 25–13        |         |
| 2020     | Đắk Lắk           | Thông tin LVPB                  | HCĐG Hà Nội                     | 3–1   | 25–19, 25–15, 27–29, 25–14        | [ 79 ]  |
| 2019     | Long An           | Thông tin LVPB                  | Ngân hàng Công Thương           | 3–1   | 25–21, 13–25, 25–21, 27–25        | [ 80 ]  |
| 2018     | Đắk Lắk           | VTV Bình Điền Long An           | Thông tin LVPB                  | 3–2   | 25–12, 25–22, 21–25, 23–25, 15–13 | [ 81 ]  |
| 2017     | Tây Ninh          | VTV Bình Điền Long An           | Thông tin LVPB                  | 3–0   | 25–22, 25–18, 25–16               | [ 82 ]  |
| 2016     | Hà Tĩnh           | Ngân hàng Công Thương           | Thông tin LVPB                  | 3–2   | 25–16, 21–25, 25–18, 23–25, 15–6  | [ 83 ]  |
| 2015     | Khánh Hòa         | Thông tin LVPB                  | Ngân hàng Công Thương           | 3–0   | 25–20, 25–22, 27–25               | [ 84 ]  |
| 2014     | Bạc Liêu          | Thông tin LVPB                  | VTV Bình Điền Long An           | 3–2   | 25–16, 25–27, 25–16, 23–25, 15–8  | [ 85 ]  |
| 2013     | Hà Tĩnh           | Thông tin LVPB                  | Ngân hàng Công Thương           | 3–0   | 25–20, 25–18, 25–17               |         |
| 2012     | TP. Hồ Chí Minh   | Thông tin LVPB                  | Ngân hàng Công Thương           | 3–1   | 20–25, 25–14, 25–22, 25–22        | [ 86 ]  |
| 2011     | Bà Rịa – Vũng Tàu | VTV Bình Điền Long An           | Thông tin LVPB                  | 3–2   | 25–22, 23–25, 19–25, 25–16, 15–10 | [ 87 ]  |
| 2010     | Hải Dương         | Thông tin Liên Việt Bank        | Vietsovpetro                    | 3–1   | 19–25, 25–20, 25–23, 25–10        | [ 88 ]  |
| 2009     | TP. Hồ Chí Minh   | VTV Bình Điền Long An           | Bộ Tư lệnh Thông tin Trust Bank | 3–1   | 25–19, 25–20, 22–25, 25–21        | [ 89 ]  |
| 2008     | Bà Rịa – Vũng Tàu | Bộ Tư lệnh Thông tin Trust Bank | Vital Petechim Thái Bình        | 3–0   | 25–23, 25–20, 25–21               |         |
| 2007     | Đồng Nai          | Vital Petechim Thái Bình        | VTV Bình Điền Long An           | 3–2   | 26–24, 25–15, 22–25, 26–28, 15–11 | [ 90 ]  |
| 2006     | Đắk Lắk           | Bộ Tư lệnh Thông tin            | Vital Thái Bình                 | 3–2   | 25–22, 23–25, 23–25, 25–23, 15–10 |         |
| 2005     | Đồng Nai          | Bộ Tư lệnh Thông tin            | Tuần Châu Quảng Ninh            | 3–0   | 25–21, 25–22, 25–19               |         |
| 2004     | TP. Hồ Chí Minh   | Bộ Tư lệnh Thông tin            | Vital Thái Bình                 | 3–1   | 25–19, 25–19, 20–25, 25–18        |         |

## Giải vô địch bóng chuyền trẻ toàn quốc

### Thể thức thi đấu
Giải bóng chuyền trẻ toàn quốc là giải bóng chuyền dành cho các vận động viên trẻ của các đơn vị bóng chuyền nam và nữ trên toàn quốc. Thể thức thi đấu tương tự như giải vô địch quốc gia. Năm 2021 tất cả các giải trẻ đều bị hủy do dịch Covid 19.

### Danh sách các đội đoạt huy chương

#### Giải Nam
| Mùa giải | Đội Vô địch         | Đội Á quân             | Đội hạng ba                         |
| 2025     | Sanest Khánh Hòa    | Hà Nội                 | Thể Công Tân Cảng LP Bank Ninh Bình |
| 2024     | Thể Công Tân Cảng   | Sanest Khánh Hòa       | Hà Nội Biên Phòng                   |
| 2023     | Thể Công Tân Cảng   | Ninh Bình LVPB         | Trà Vinh Hà Nội                     |
| 2022     | Thể Công            | Biên Phòng             | Trà Vinh                            |
| 2020     | Tràng An Ninh Bình  | Long An                | Thể Công                            |
| 2019     | Biên Phòng          | Đà Nẵng                | Hà Nội                              |
| 2018     | TP. Hồ Chí Minh     | Biên Phòng             | Đà Nẵng                             |
| 2017     | Đà Nẵng             | Sanest Khánh Hòa       | Hà Nội                              |
| 2016     | Sanest Khánh Hòa    | Maseco TP. Hồ Chí Minh | Hà Nội                              |
| 2015     | Sanest Khánh Hòa    | VLXD Bình Dương        | Quảng Nam                           |
| 2014     | Sanest Khánh Hòa    | Quân khu 9             | Tràng An Ninh Bình                  |
| 2013     | Long An             | Tràng An Ninh Bình     | Quân khu 9                          |
| 2012     | Hà Nội              | Tràng An Ninh Bình     | XSKT Vĩnh Long                      |
| 2011     | Sanest Khánh Hòa    | XSKT Vĩnh Long         | Quân khu 7                          |
| 2010     | Sanest Khánh Hòa    | XSKT Vĩnh Long         | Thể Công                            |
| 2009     | Sao Vàng Biên Phòng | Tràng An Ninh Bình     |                                     |
| 2008     | Thể Công            | Tràng An Ninh Bình     | Công an Phú Thọ                     |
| 2006     | TP. Hồ Chí Minh     | Thể Công               | Hoàng Long Long An                  |

#### Giải Nữ
| Mùa giải | Đội Vô địch                     | Đội Á quân                      | Đội hạng ba                                   |
| 2025     | BC Thông tin - TCT Đông Bắc     | VTV Bình Điền Long An           | HCĐG Lào Cai Kinh Bắc Bắc Ninh                |
| 2024     | VTV Bình Điền Long An           | Ngân hàng Công Thương           | Binh chủng Thông tin - TTBP Kinh Bắc Bắc Ninh |
| 2023     | VTV Bình Điền Long An           | Thái Nguyên                     | Bộ Tư lệnh Thông tin Kinh Bắc Bắc Ninh        |
| 2022     | VTV Bình Điền Long An           | Kinh Bắc Bắc Ninh               | HCĐG Hà Nội                                   |
| 2020     | Thông tin LVPB                  | VTV Bình Điền Long An           | Ngân hàng Công Thương                         |
| 2019     | Thông tin LVPB                  | VTV Bình Điền Long An           | HCĐG Hà Nội                                   |
| 2018     | VTV Bình Điền Long An           | Thông tin LVPB                  | Ngân hàng Công Thương                         |
| 2017     | Ngân hàng Công Thương           | VTV Bình Điền Long An           | Thông tin LVPB                                |
| 2016     | Ngân hàng Công Thương           | Thông tin LVPB                  | VTV Bình Điền Long An                         |
| 2015     | Ngân hàng Công Thương           | Thông tin LVPB                  | VTV Bình Điền Long An                         |
| 2014     | Thông tin LVPB                  | VTV Bình Điền Long An           | Ngân hàng Công Thương                         |
| 2013     | VTV Bình Điền Long An           | Thông tin LVPB                  | Truyền hình Vĩnh Long                         |
| 2012     | VTV Bình Điền Long An           | Thông tin LVPB                  | Phòng không – Không quân                      |
| 2011     | Thông tin LVPB                  | VTV Bình Điền Long An           | Vĩnh Phúc                                     |
| 2010     | VTV Bình Điền Long An           | Thông tin Liên Việt Bank        | PV Oil Thái Bình                              |
| 2009     | VTV Bình Điền Long An           | Bộ Tư lệnh Thông tin Trust Bank |                                               |
| 2008     | Bộ Tư lệnh Thông tin Trust Bank | Vital Petechim Thái Bình        | VTV Bình Điền Long An                         |
| 2006     | Bộ Tư lệnh Thông tin            | Tân Bình - TP. Hồ Chí Minh      | VTV Bình Điền Long An                         |

## Giải bóng chuyền trẻ các CLB

### Thể thức thi đấu
Giải bóng chuyền trẻ các CLB là giải bóng chuyền dành cho các vận động viên trẻ của các câu lạc bộ bóng chuyền nam và nữ đang thi đấu tại giải vô địch quốc gia. Thể thức thi đấu tương tự như giải vô địch quốc gia. Năm 2021 tất cả các giải trẻ đều bị hủy do dịch Covid 19.

### Danh sách các đội đoạt huy chương

#### Giải Nam
| Mùa giải | Đội Vô địch       | Đội Á quân             | Đội hạng ba            |
| 2025     |                   |                        |                        |
| 2024     | Thể Công Tân Cảng | LP Bank Ninh Bình      | Hà Nội                 |
| 2023     | Thể Công Tân Cảng | Hà Nội                 | Biên Phòng             |
| 2022     | Biên Phòng        | Thể Công               | Tràng An Ninh Bình     |
| 2020     | Biên Phòng        | Tràng An Ninh Bình     | Thể Công               |
| 2019     | Biên Phòng        | Tràng An Ninh Bình     | Thể Công               |
| 2018     | Biên Phòng        | TP. Hồ Chí Minh        | Sanest Khánh Hòa       |
| 2017     | Sanest Khánh Hòa  | Hà Tĩnh                | Maseco TP. Hồ Chí Minh |
| 2016     | Sanest Khánh Hòa  | Hà Tĩnh                | Biên Phòng             |
| 2015     | Biên Phòng        | Maseco TP. Hồ Chí Minh | Long An                |
| 2014     | Biên Phòng        | Sanest Khánh Hòa       | Công an Phú Thọ        |
| 2013     | Long An           | Tràng An Ninh Bình     |                        |
| 2012     | Long An           | Sanest Khánh Hòa       | Thể Công               |
| 2011     | Thể Công          | SacomBank Biên Phòng   | Tràng An Ninh Bình     |
| 2010     | Thể Công          | Tràng An Ninh Bình     | Quân khu 5             |

#### Giải Nữ
| Mùa giải | Đội Vô địch                 | Đội Á quân               | Đội hạng ba              |
| 2025     |                             |                          |                          |
| 2024     | Binh chủng Thông tin - TTBP | HCĐG Lào Cai             | Ngân hàng Công Thương    |
| 2023     | VTV Bình Điền Long An       | Bộ Tư lệnh Thông tin     | Ngân hàng Công Thương    |
| 2022     | Bộ Tư lệnh Thông tin        | VTV Bình Điền Long An    | Ngân hàng Công Thương    |
| 2020     | Thông tin LVPB              | VTV Bình Điền Long An    | HCĐG Hà Nội              |
| 2019     | Thông tin LVPB              | VTV Bình Điền Long An    | Ngân hàng Công Thương    |
| 2018     | VTV Bình Điền Long An       | Ngân hàng Công Thương    | Thông tin LVPB           |
| 2017     | VTV Bình Điền Long An       | Ngân hàng Công Thương    | Thông tin LVPB           |
| 2016     | Thông tin LVPB              | Ngân hàng Công Thương    | VTV Bình Điền Long An    |
| 2015     | VTV Bình Điền Long An       | Thông tin LVPB           | Ngân hàng Công Thương    |
| 2014     | Rudico Hải Dương            | VTV Bình Điền Long An    | Thông tin LVPB           |
| 2013     | Thông tin LVPB              | VTV Bình Điền Long An    |                          |
| 2012     | Thông tin LVPB              | Lilama Hải Dương         | VTV Bình Điền Long An    |
| 2011     | VTV Bình Điền Long An       | Thông tin LVPB           | Phòng không – Không quân |
| 2010     | Hà Nội BIDV                 | Thông tin Liên Việt Bank | Phòng không – Không quân |